# Francuski ruch oporu

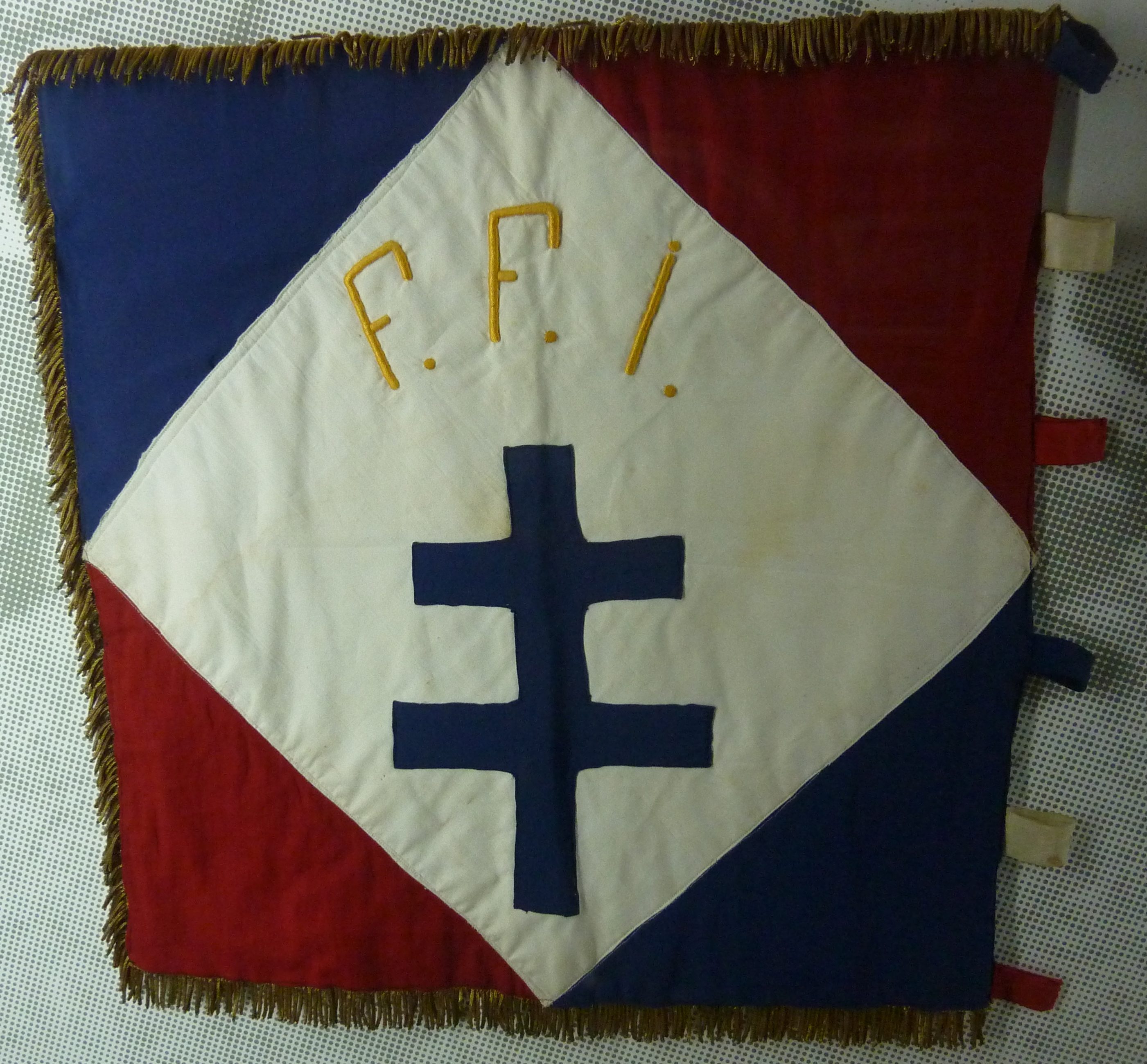
Sztandar 2 kompanii 1 Batalionu Francuskich Sił Wewnętrznych (FFI) z Finistère

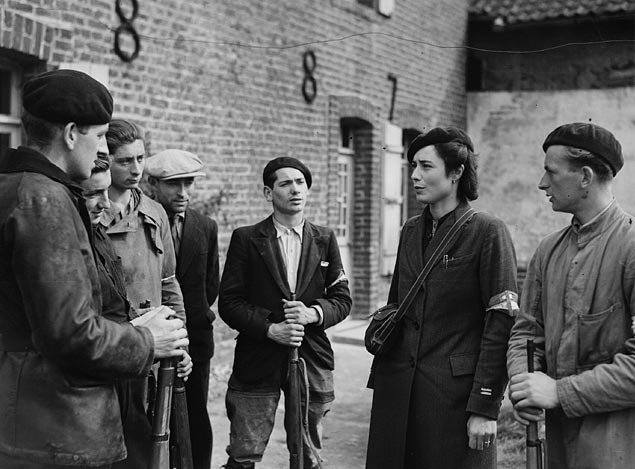
Maquis w Wimille, 14 września 1944

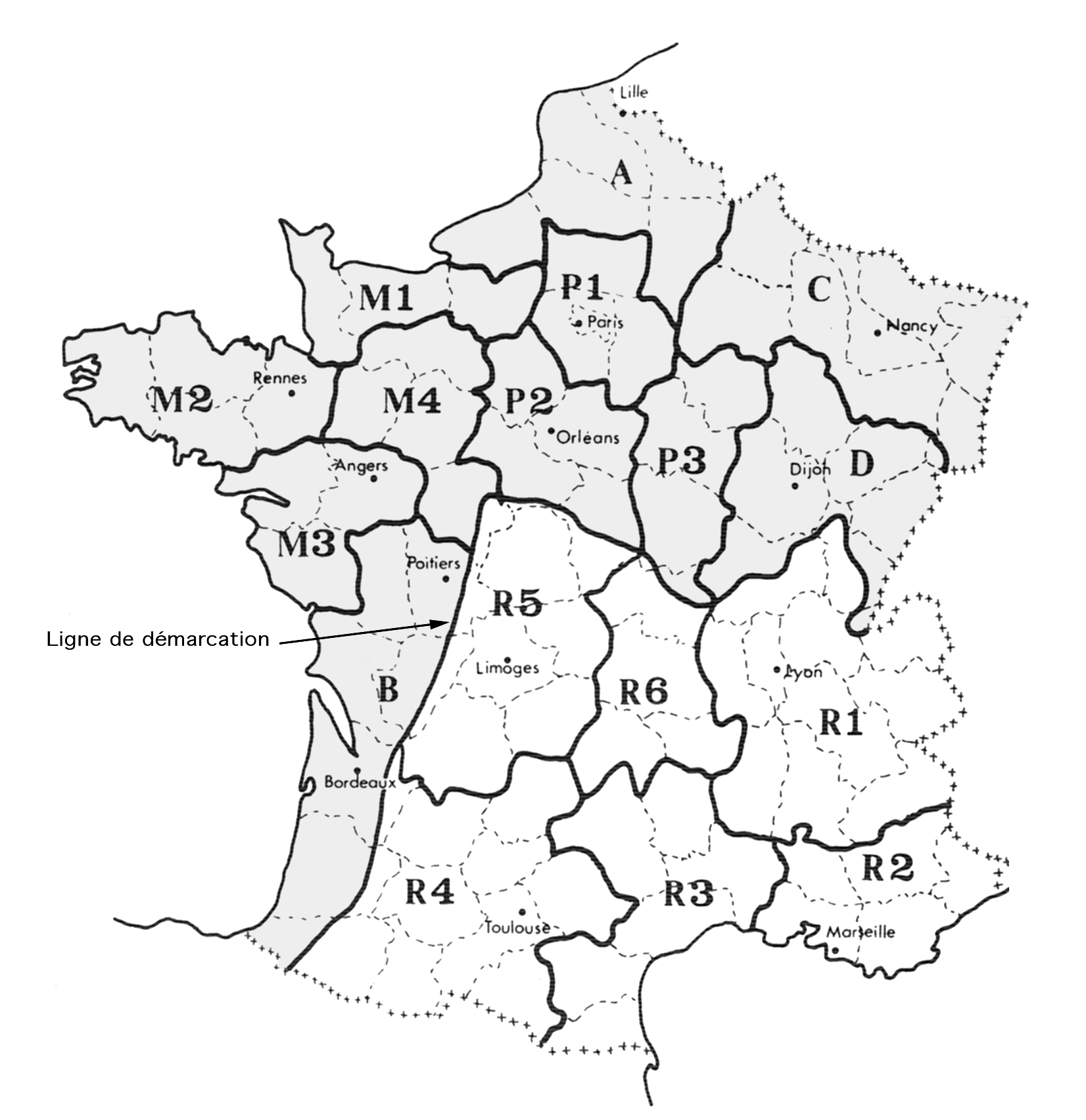
Regiony FFI w 1944. W strefie południowej wszystkie regiony oznaczono literą „R” i kolejnymi cyframi. W strefie północnej są to litery „A”, „B”, „C”, „D”, „M” i „P” a cyfra po literze oznacza podregion

Francuski Wewnętrzny Ruch Oporu (fr. La Résistance Intérieure Française, dosłownie „Francuski Opór Wewnętrzny”, RIF), Ruch Oporu (fr. La Résistance; dosłownie „Opór, Sprzeciw”) – ruch oporu we Francji skierowany przeciwko niemiecko-włoskiemu okupantowi oraz władzom kolaboracyjnym podczas II wojny światowej.
W roku 1940 w Paryżu rozpoczęły się pierwsze manifestacje studentów i uczniów skierowane przeciwko okupacji niemieckiej, włoskiej i marionetkowemu rządowi w Vichy (do wolnej strefy Niemcy wkroczyli w listopadzie 1942). Ruch Oporu rozwinął się silniej w strefie południowej, a słabiej w strefie północnej. We Francji cały Ruch Oporu stopniowo podporządkował się emigracyjnym władzom Francji (Komitet Wolnej Francji, następnie CFLN), kierowanym przez Charles’a de Gaulle’a. Organizowano pomoc jeńcom wojennym, propagandę, sabotaż i dywersję, partyzantkę oraz akcje zbrojne przy wsparciu państw alianckich, w tym brytyjskiego SOE i amerykańskiego OSS.
Od 1942 r., wobec wzmagających się represji Niemców oraz reżimu Vichy, dzięki delegatowi de Gaulle’a Jeanowi Moulinowi rozpoczął się proces scaleniowy Oporu. W maju 1943 w skład Krajowej Rady Ruchu Oporu weszli walczący komuniści, socjaliści, chrześcijańscy-demokraci i konserwatyści. W lutym 1944, w ślad za zjednoczeniem politycznym, nastąpiło zjednoczenie militarne przez scalenie wszystkich organizacji, w tym AS, FTP i ORA, we Francuskie Siły Wewnętrzne. Największe natężenie walk nastąpiło w ostatnim roku okupacji, szczególnie po wybuchu powstania narodowego. Opór samodzielnie oswobodził szereg departamentów francuskich opuszczanych przez wycofujący się Wehrmacht, pozostałą część kraju natomiast wspólnie z Aliantami. Po wyzwoleniu Francji część bojowników FFI wstąpiła do oddziałów regularnych armii francuskiej.

## Organizacje Oporu
Francuscy badacze historii ruchu oporu wyróżniają dwa podstawowe rodzaje typów organizacji – „ruchy” (mouvements – bardziej masowe, o rozległej działalności, było dziewięć znaczniejszych, z mniejszymi łącznie 21) i „siatki” (réseaux – niewielkie, koncentrujące się na wybranej sferze działania, było ich ponad 200).

Medal Francuskiego Oporu z Rozetą

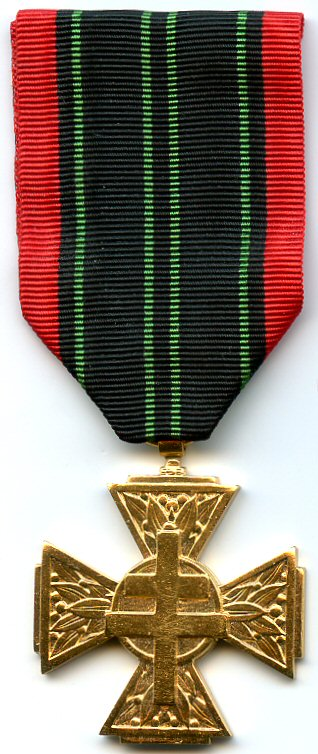
Krzyż Kombatanta-Ochotnika Ruchu Oporu

### Ruchy i grupy
- Francuska Nadzieja (L’Espoir Français) – grupa utworzona 17 czerwca 1940 na terenach zaanektowanych przez III Rzeszę (Alzacja i Lotaryngia). Została rozbita w czerwcu i lipcu 1941.
- Organizacja Specjalna (Organisation Spéciale; OS) – skrajnie lewicowa organizacja związana z PC działająca od lipca 1940 do końca 1941 w obu strefach[3].
- Ci z Wyzwolenia (Ceux de la Libération; CDLL) – związana z prawicą organizacja powstała 2 sierpnia 1940 w strefie północnej.
- Czarna Ręka (Le Groupe La Main Noire) – młodzieżowa grupa działająca w Alzacji od września 1940.
- Grupa Mario (Le Groupe Mario) – skrajnie lewicowa grupa związana z PC działająca w Mozeli od 1940[4][5][6].
- Armia Ochotników (Armée des Volontaires) – stworzona w październiku 1940 organizacja działająca w strefie północnej. Po jej rozbiciu w 1942 ocaleni bojownicy wystąpili do Wyzwolenia-Północ, CDLL i OCM.
- Wolni Strzelcy (Franc-Tireur; do grudnia 1941 pod nazwą France Liberté[7]) – utworzona w listopadzie 1940 w strefie południowej lewicowa organizacja nie związana z żadną partią polityczną.
- Wyzwolenie-Północ (Libération-Nord) – działająca w strefie północnej lewicowa organizacja utworzona z inicjatywy SFIO w grudniu 1940.
- Wyzwolenie-Południe (Libération-Sud) – powstałe w grudniu 1940 zbrojne ramię SFIO w strefie południowej. Niezależne od Wyzwolenia-Północ.
- Powstaniec (L’Insurgé) – skrajnie lewicowa organizacja stworzona w 1940 w Rodan przez PSOP.
- Zemsta (Vengeance) – zorganizowana w grudniu 1940 w strefie północnej organizacja apolityczna.
- Organizacja Cywilna i Wojskowa (Organisation Civile et Militaire; OCM) – działająca od grudnia 1940 w strefie północnej organizacja tworzona zarówno przez lewicę, jak i prawicę[8].
- Walka (Combat) – utworzona w strefie południowej w 1941 organizacja związana z chadecją.
- Walka Strefy Północnej (Combat Zone Nord) – rozbita w lutym 1942 chadecka organizacja strefy północnej powiązana z Walką ze strefy południowej.
- Obrona Francji (Défense de la France) – założona w lipcu 1941 organizacja centrystyczna działająca głównie w strefie północnej. Weszła w skład Ruchu Wyzwolenia Narodowego (MLN).
- Wolni Strzelcy i Partyzanci (Francs-Tireurs et Partisans; FTP) – powstałe z przekształcenia OS i działające od końca 1941 zbrojne ramię tworzonego głównie przez PC (stąd organizację określa się mianem komunistycznej) i w mniejszości przez część działaczy SFIO i PSPO oraz niezależnych lewicowców Frontu Narodowego na Rzecz Walki o Wyzwolenie i Niepodległość Francji (FN) będące najsilniejszą organizacją Ruchu Oporu. Działała zarówno w strefie północnej, jak i południowej, jako pierwsza organizacja obok sabotażu i dywersji postawiła na walkę partyzancką tworząc pierwsze grupy, a następnie oddziały maquis. FTP dzielili się na FTPF (Francuzi) i FTP-MOI (obcokrajowcy przebywający na terenie Francji).
- Grupa Derhan’a (Le Groupe Derhan) – grupa związana z ruchem gaullistowskim działająca w Mozeli w latach 1942–1943.
- Infiltracja Administracji Publicznej (Noyautage des Administrations Publiques; NAP) – grupa wydzielona z organizacji Walka zajmująca się infiltracją Państwa Francuskiego.
- Ruch Oporu (Mouvement Résistance) – powstała w sierpniu 1942 organizacja operująca w strefie północnej. Następnie podporządkowana Ruchowi Wyzwolenia Narodowego (MLN).
- Tajna Armia (Armée Secrète; AS) – gaullistowska[9] organizacja powstała we wrześniu 1942 w strefie południowej z połączenia Walki, Wyzwolenia-Południe i Wolnych Strzelców. Podporządkowana była Ruchowi Zjednoczenia Ruchu Oporu (MUR). Postawiła na rozwój działalności sabotażowo-dywersyjnej oraz partyzanckiej. W okresie późniejszym rozwinęła swoją działalność o strefę północną nawiązując kontakt z Wyzwoleniem-Północ, CDLL, CDLR i OCM, a także z ORA w strefie południowej i angażując je w Krajową Radę Ruchu Oporu (CNR). Podjęto również współpracę z FN także wchodzącym w skład CNR.
- Wolny Korpus Pommiès’a (Corps Franc Pommiès; CFP) – założona 17 listopada 1942 przez byłego oficera Armii Rozejmowej organizacja działająca w Pirenejach. 17 lutego 1943 podporządkowała się ORA.
- Ruch „Lotaryngia” (Le mouvement „Lorraine”) – powstała w Nancy w 1942 organizacja następnie podporządkowana Ruchowi Wyzwolenia Narodowego (MLN).
- Organizacja Oporu Armii (Organisation de Résistance de l’Armée; ORA) – działająca w strefie południowej od 31 stycznia 1943 apolityczna organizacja giraudyjska. Trzon ORA stanowili żołnierze byłej Armii Rozejmowej sprzeciwiający się kolaboracji. Organizacja działała zarówno w ruchu sabotażowym, jak i maquis. Jako pierwsza w całym Ruchu Oporu zaczęła też używać francuskich stopni wojskowych. Pomimo początkowej niechęci do gaullistów latem 1943 (wraz z utworzeniem CFLN) rozpoczął się proces zjednoczenia ORA z AS. Organizacja była największą siłą Ruchu Oporu po FTP i AS.
- Ci z Oporu (Ceux de la Résistance; CDLR) – apolityczna organizacja działająca od 18 maja 1943 w strefie północnej.
- Misja Lotaryngia (Le Groupe Mission Lorraine) – grupa Ruchu Oporu w Mozeli podporządkowana ORA od października 1943.
- Narodowy Ruch Jeńców Wojennych i Deportowanych (Mouvement National des Prisonniers de Guerre et Déportés; MNPGD) – powstał 12 marca 1944 z połączenia komunistycznego Narodowego Komitetu Jeńców Wojennych (Comité National des Prisonniers de Guerre; CNPG), gaullistowskiego Ruchu Oporu Jeńców Wojennych i Deportowanych (Mouvement de Résistance des Prisonniers de Guerre et Déportés; MRPGD) i giraudyjskiego Narodowego Zgromadzenia Jeńców Wojennych (Rassemblement National des Prisonniers de Guerre; RNPG). Zadaniem wszystkich tych organizacji było wspieranie francuskich jeńców i deportowanych cywili.
- Francuskie Siły Wewnętrzne (Forces Françaises de l’Intérieur; FFI) – powstały 1 lutego 1944 ze zjednoczenia wszystkich organizacji Ruchu Oporu[10], główny trzon stanowiły FTP[11], AS i ORA. Organizacja ta przyjęła charakter wojskowy (wprowadzono stopnie wojskowe) i apolityczny (znaleźli się w niej jednocześnie komuniści, socjaliści, liberałowie, chadecy i konserwatyści). Główny etap działania FFI przypada na francuskie powstanie narodowowyzwoleńcze, które wybuchło po utworzeniu drugiego frontu. FFI podlegały CNR oraz CFLN (później Rządowi Tymczasowemu).

### Siatki wywiadowcze
W czasie II wojny światowej na terenie całej Francji działały 324 siatki wywiadowcze związane w większości z wywiadem francuskim (BCRA/DGSS), brytyjskim (SOE i MI6) i amerykańskim (OSS). Do 1942 działa we Francji także radziecka siatka wywiadowcza Czerwona Orkiestra, której ocleni agenci wstąpili do Ruchu Oporu.
Jedną z siatek niepowiązanych z żadnym wywiadem kierował komunista Georges Wodli ps. „Jules” (Le Réseau Wodli – Siatka Woldi). Działała ona w Alzacji od 1941 aż do wyzwolenia.

## Kształtowanie się Ruchu Oporu

### Skrajna lewica i anarchizm

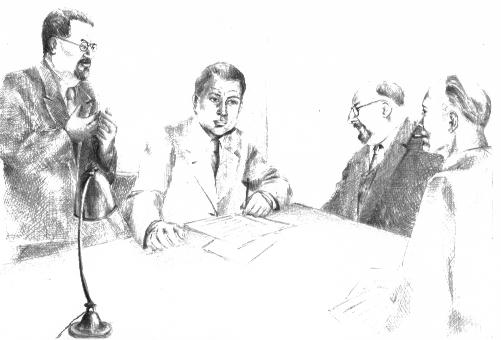
Spotkanie tajnego sekretariatu PCF w 1943. Od lewej Benoît Frachon (przewodniczący CGT), Auguste Lecœur (szef PCF w Île-de-France), Jacques Duclos (Sekretarz Generalny PCF) i Charles Tillon (Komendant Krajowy FTP)

Leninowsko-stalinowska Partia Komunistyczna w podziemiu znalazła się de facto już 26 września 1939 po tym jak koalicyjny rząd PRS-AD-USR-IR zdelegalizował ją za działalność antypaństwową (na skutek wytycznych Kominternu PC sprzeciwiała się nowej wojnie), 17 czerwca 1944, na dzień przed gen. de Gaulle’em, działacz partii Charles Tillon zaapelował do narodu francuskiego o tworzenie ruchu oporu przeciwko nazistowsko-faszystowskiej okupacji. Oficjalna linia PC, której nowym Sekretarzem Generalnym został Jacques Duclos, opierała się na jawnej krytyce zarówno marionetkowego Państwa Francuskiego, jak i niepodległościowego Komitetu Wolnej Francji oraz kolonializmu brytyjskiego. Mimo braku oficjalnego przeciwstawienie się III Rzeszy ze względu na pakt niemiecko-radziecki (latem 1941 część działaczy starała się u Niemców o zgodę na wznowienie publikacji gazety L’Humanité) coraz więcej szeregowych działaczy partii tworzyło siatki ruchu oporu. 11 listopada 1940 przedstawiciele paryskiej PC wzięli udział w wielkiej patriotycznej demonstracji z okazji Dnia Pamięci, pod koniec maja 1941 zorganizowano strajk górniczy w Pas-de-Calais, który zgromadził 100 tys. robotników i pozbawił nazistów części dostaw węgla. Jeszcze w 1940, po naleganiach wielu działaczy partii, powstała Organizacja Specjalna (Organisation Spéciale) łącząca stopniowo powstałe siatki komunistyczne.
15 maja 1941 został utworzony Front Narodowy na Rzecz Walki o Wyzwolenie i Niepodległość Francji (Front National de Lutte Pour la Libération et l’Indépendance de la France) mający za zadanie stworzenie ruchu oporu obejmującego także resztę lewicowych środowisk. Wraz z rozpoczęciem Operacji Barbarossa Partia Komunistyczna po raz pierwszy od apelu Tillona jawnie przeciwstawiła się hitlerowskiemu okupantowi (jedną z pierwszych decyzji było stworzenie drugiej organizacji, Batalionów Młodzieży – Bataillons de la Jeunesse). Ruch komunistyczny jako pierwszy wypuścił w pole partyzantów, zorganizował pierwszy udany zamach oraz objął zarówno strefę okupowaną, jak i wolną. 28 marca 1942 OS i Bataliony Młodzieży weszły w skład nowej organizacji o nazwie Wolni Strzelcy i Partyzanci (Francs-Tireurs et Partisans) otwartej na niekomunistów oraz dzielącej się na skrzydła złożone z Francuzów (Francs-Tireurs et Partisans Français) i obcokrajowców (Francs-tireurs et partisans – Main d’oeuvre immigrée). Komendantem Krajowym FTP został Charles Tillon. Wraz z aktywacją działalności PC zaprzestała ataków na Wolną Francję, stopniowo zaczęto używać symbolu krzyża lotaryńskiego, a w 1943 nawiązano współpracę ze środowiskiem wiernym de Gaulle’owi. W Centralnym Komitecie Ruchu Oporu Francuską Partię Komunistyczną reprezentowali Jean de Vogüé i Pierre Villon, 1 lutego 1944 FTP weszły w skład Francuskich Sił Wewnętrznych (Forces Françaises de l’Intérieur) starając się jednocześnie zachować maksimum autonomii, m.in. umieszczając na opaskach obok krzyża lotaryńskiego i skrótu FFI czapkę wolności i własny skrót.
Niektórzy francuscy komuniści jak np. Jean-Pierre Vernant w czasie kiedy partia oficjalnie zachowywała neutralności dołączyli do innych ruchów lewicowych.
Niemający przed wojną większego przebicia w społeczeństwie trockiści, komuniści rad (tzw. lewicowi komuniści) oraz anarchiści stworzyli w 1941 Proletariacką Grupę Rewolucyjną krytykującą zarówno kolaborację, jak i patriotyczny opór. Przedstawiciele tych nurtów politycznych dołączyli się do walki jako zwolennicy rewolucji internacjonalistycznej, przede wszystkim kolportowali ponadnarodowe, antyfaszystowskie, antykapitalistyczne i antystalinowskie ulotki propagandowych (głównie skierowanych do niemieckich żołnierzy).

### Lewica i związkowcy

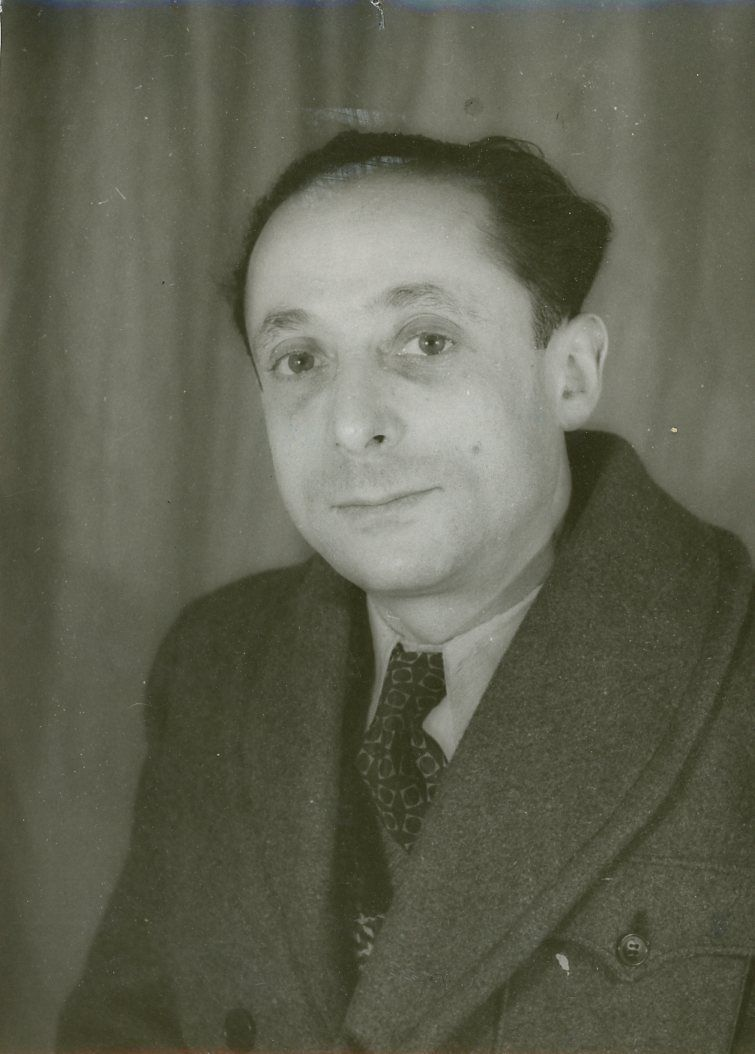
Daniel Mayer, współzałożyciel Komitetu Akcji Socjalistycznej

Ruch socjalistyczny w przeciwieństwie do komunistycznego nie stworzył jednej organizacji, która objęłaby zarówno strefę północną, jak i południową. Wszystkie partie lewicowe zostały w 1940 zdelegalizowane zarówno przez niemiecko-włoskiego okupanta, jak i rząd Vichy, w październiku 1940 wydano dekret zakazujący osobom o poglądach lewicowych sprawowania funkcji urzędniczych. Jeszcze w 1940 powstają dwie organizacje związane z socjalistyczno-socjaldemokratyczną Francuską Sekcją Międzynarodówki Robotniczej: Wyzwolenie-Północ (Libération-Nord) i Wyzwolenie-Południe (Libération-Sud), której jednym z najwybitniejszych działaczy był Emmanuel d'Astier de La Vigerie. Jednocześnie w Lyonie powstaje niezwiązana z żadną partią Wolność Francji (France France Liberté) nosząca od grudnia 1941 nazwę Wolni Strzelcy (Francs-Tireurs) oraz podlegający luksemburgistowskiej Partii Socjalistycznej Robotników i Chłopów Powstaniec (L’Insurgé) mający jednak wyłącznie charakter lokalny.
W marcu 1941 z inicjatywy Daniela Mayera i Suzanne Buisson powstał Komitet Akcji Socjalistycznej (Comité d’Action Socialiste) mający na celu zjednoczenie ruchów socjalistycznych. W 1943 ruch stał się konspiracyjną SFIO. W podziemiu znalazł się także stworzony przed wojną Komitet Czujności Inteligencji Antyfaszystowskiej (Comité de Vigilance des Intellectuels Antifascistes). We wrześniu 1942 Wyzwolenie-Południe i Wolni Strzelcy weszły w skład wiernej generałowi de Gaulle’owi apolitycznej Tajnej Armii (Armée Secrète), a w lutym 1944 wszystkie ruchu lewicowe współtworzyły jednolitą organizację całego francuskiego ruchu oporu – Francuskie Siły Wewnętrzne (Forces Françaises de l’Intérieur).
5 października 1940 hitlerowcy aresztowali 63 przywódców głównych związków i federacji zawodowych, z których większość została zastrzelona w Châteaubriant rok później. 9 listopada 1940 rząd Vichy rozwiązał wszystkie dotychczas istniejące francuskie związki zawodowe zakazując ich działalności. W tym samym miesiącu syndykaliści brali udział w tworzeniu ruchów Wyzwolenie-Północ (Libération-Nord) i Wyzwolenie-Południe (Libération-Sud) z działaczami SFIO organizując następnie kolportaż nielegalnej prasy, strajki w zakładach pracy (zarówno w strefie okupowanej, jak i wolnej) oraz demonstrację bezrobotnych w Île-de-France, pozostali dołączyli do FTP. Ponosili główne brzemię organizacji sabotażu w zakładach pracy, jednym z największych sukcesów syndykalistów było przekazanie Wolnej Francji złota z Banku Francji.
Niektórzy lewicowcy (zarówno niezrzeszeni, jak i związani z poszczególnymi partiami lewicowymi) znaleźli się razem z prawicowcami w Organizacji Cywilnej i Wojskowej (Organisation Civile et Militaire) oraz z komunistami w FTP.

### Prawica i duchowieństwo

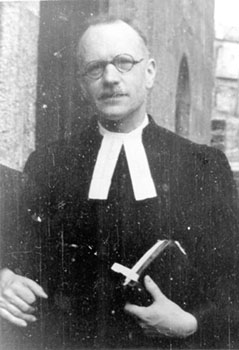
pastor André Trocmé, autor apelu z 23 czerwca 1940, współpracownik ruchu oporu

Środowisko francuskiej prawicy w czasie II wojny światowej podzieliło się na zwolenników i przeciwników nowego, narodowo-katolickiego i antysemickiego, państwa z silnym kultem jednostki marsz. Pétaina. Już w 1940 zdecydowanie antyfaszystowska grupa prawicowców przyłączyła się do ruchu oporu, tworząc własne organizacje, jak Ci z Wyzwolenia (Ceux de la Libération) w strefie okupowanej i Walka (Combat) w strefie wolnej. Część prawicowców znalazła się razem z lewicowcami w Organizacji Cywilnej i Wojskowej. Walka szybko stała się jedną z największych i najprężniej działających organizacji oporu (na krótko rozwinęła swoją działalność na strefę północną), w 1942 wydzieliła z siebie ruch o nazwie Infiltracja Administracji Publicznej (Noyautage des Administrations Publiques) zajmujący się inwigilacją Państwa Francuskiego, w końcu roku współtworzyła apolityczną Tajną Armię (Armée Secrète) podporządkowaną gen. de Gaulle’owi, mającemu prywatnie poglądy konserwatywne. Niektórzy francuscy prawicowcy znaleźli się razem z lewicowcami w Organizacji Cywilnej i Wojskowej (Organisation Civile et Militaire). Prawicowe tendencje miało również wielu bojowników oficjalnie apolitycznej Organizacji Oporu Armii (Organisation de Résistance de l’Armée).
Mimo prawicowego autorytaryzmu Państwa Francuskiego rząd Vichy zdelegalizował partie chrześcijańsko-demokratyczne i konserwatywne tak samo jak socjaldemokratyczne i socjalistyczne w drugiej połowie 1940. W 1943 gen. de Gaulle cofnął delegalizację wszystkich partii III Republiki, a w 1944 część francuskich prawicowców utworzyła nowe ugrupowanie – Ludowy Ruch Republikański.
23 czerwca 1940 swoje wezwanie do oporu przeciwko hitlerowskiemu najeźdźcy wygłosił kalwinistyczny pastor André Trocmé z Le Chambon-sur-Lignon. Duchowieństwo protestanckie jako pierwsza grupa klerykalna poparła ruch oporu, angażując się m.in. w pomoc prześladowanym Żydom. Również wśród duchowieństwa katolickiego zrodziła się chęć niesienia pomocy prześladowanym i podziemiu, mimo iż Zgromadzenie Kardynałów i Arcybiskupów Francji poparło politykę rządu Vichy (chociaż gorący zwolennik Petain’a, prymas Pierre-Marie Gerlier, ukrywał żydowskie dzieci). Niektórzy z nich jak ks. Yves de Montcheuil i o. Corentin Cloarec swój sprzeciw wobec nazizmu przypłacili życiem.

### Konspiracja sił mundurowych

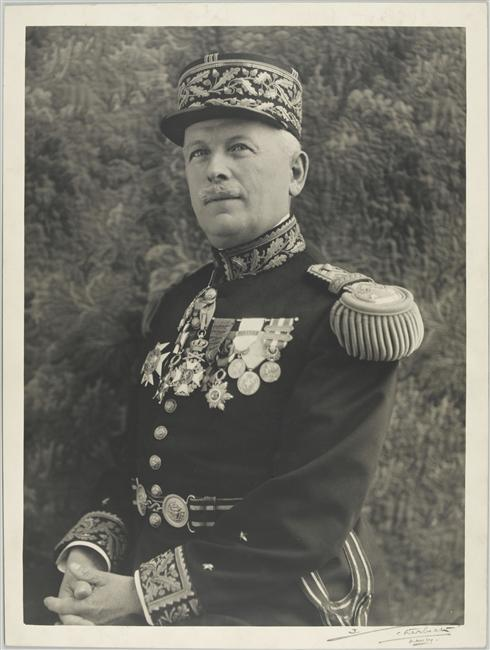
gen. Aubert Frère, działacz konspiracji wewnątrz Armii Rozejmowej i pierwszy dowódca ORA

W wyniku rozejmu z III Rzeszą Francuskie Siły Zbrojne zostały ograniczone do 100 tys. ludzi. Zdecydowana większość żołnierzy tzw. Armii Rozejmowej pragnie pomścić klęskę z 1940 jednocześnie odrzucając opcję przejścia do Sił Wolnych Francuzów ze względu na swoje przywiązanie do Marsz. Petain’a, bohatera I wojny światowej. Wewnątrz wojska Vichy zrodziła się konspiracja przewodzona przez gen. Auberta Frère, na której bazie, po rozwiązaniu Armii Rozejmowej, powstała apolityczna (z konserwatywnymi tendencjami) Organizacja Oporu Armii (Organisation de résistance de l’armée) wierna gen. Giraud. W południowo-zachodniej Francji, przy granicy z Hiszpanią, operował od końca 1942 Wolny Korpus Pirenejski (Corps Franc Pyrénéen) znany bardziej jako Wolny Korpus Pommiès’a (Corps Franc Pommiès) od nazwiska jego dowódcy, byłego oficera Armii Rozejmowej, kpt. André Pommiès ps. „Le Bordelais” podporządkowany ORA od lutego 1943.
Wielu byłych żołnierzy, weteranów i rezerwistów, dołączało do poszczególnych organizacji związanych zarówno z lewicą, jak i prawicą. Blisko jedna czwarta funkcjonariuszy Policji Narodowej i Żandarmerii Narodowej współpracowała z ruchem oporu dostarczając cennych informacji odnośnie do działań sił hitlerowskich i kolaboracyjnej milicji, pomagali w odbijaniu więźniów i ostrzegali przed akcjami wymierzonymi w maquis i ludność cywilną jak np. żand. Arthur Martin z Lamure-sur-Azergues.

### Walka kobiet

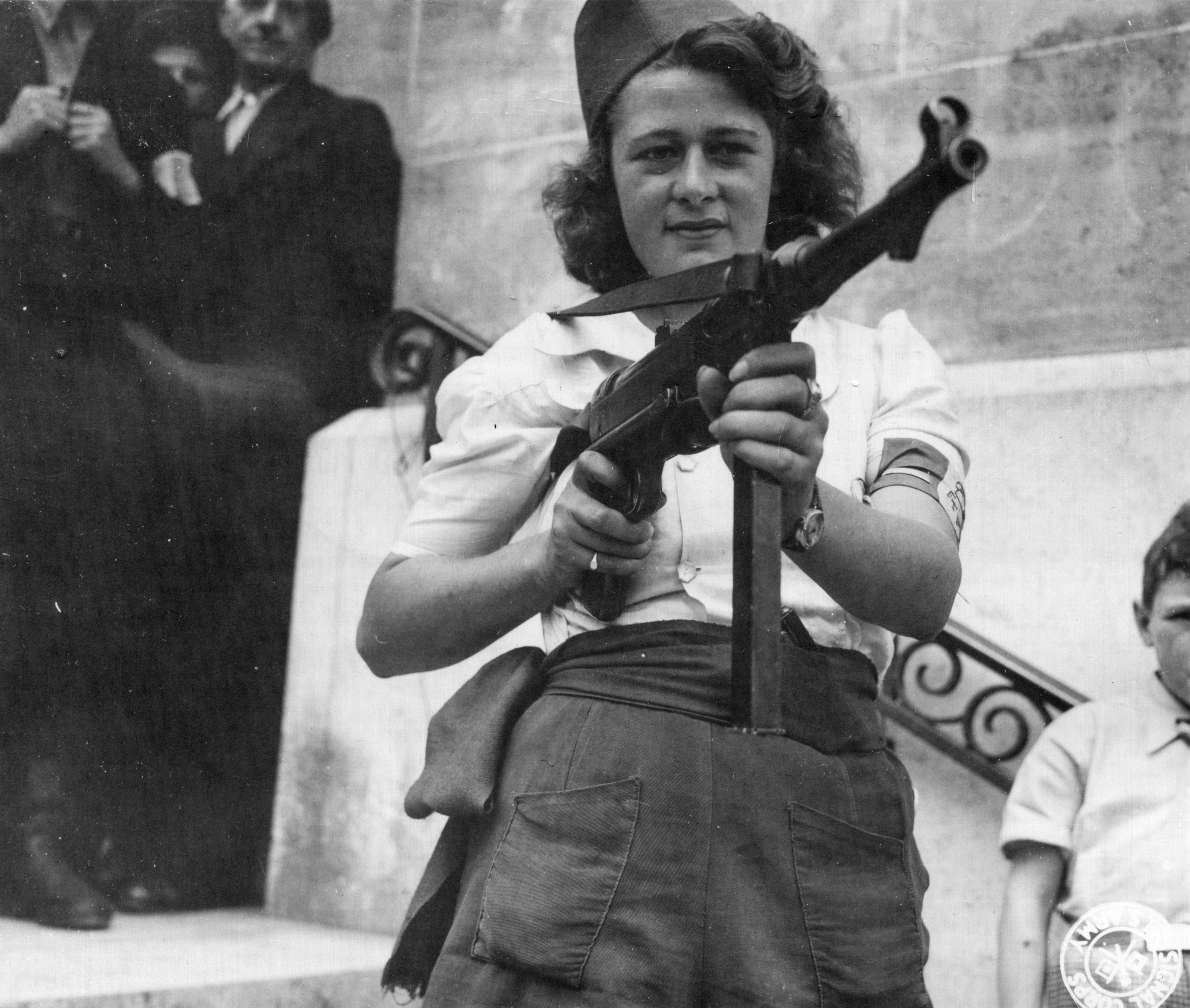
Simone Segouin ps. „Nicole” – bojowniczka FTP-FFI z Chartres

Szacuje się, że kobiety stanowiły 15–20% składu osobowego wszystkich organizacji oporu oraz 15% wśród deportowanych. Za pierwszą żeńską bojowniczkę uznawana jest Berty Albrecht ps. „Victoria”. Większość kobiet zajmowało w ruchu oporu stanowiska podrzędne, jedynie Marie-Madeleine Fourcade ps. „Hérisson” była szefową siatki. Walka Francuzek w ruchu oporu oprócz antyfaszyzmu i patriotyzmu niosła za sobą emancypację, w III Republice nie posiadły one praw wyborczych, które zostały im przyznane dopiero 21 kwietnia 1944 przez Francuski Komitet Wyzwolenia Narodowego (potwierdzone dekretem Rządu Tymczasowego z 5 października 1944). Od 1940 organizowane były demonstracje gospodyń domowych.
Zdecydowana większość kobiet działała w konspiracji, Francuzki walczące w maquis stanowiły rzadkość ze względu na to, że Przymusowa Służba Pracy objęła tylko mężczyzn i niewielka ich część miała przeszkolenie bojowe. Kobiety wykorzystywano głównie jako maszynistki i łączniczki ze względu na rzadsze kontrole oraz początkowe branie za zakładników wyłącznie mężczyzn, np. Cécile Tanguy ps. „Yvette”, żona ppłk. Henriego Tanguy ps. „Rol”, jako łączniczka FTP-FFI przemycała broń w wózku dziecięcym a szarytka s. Hélène Studler organizowała przerzut poszukiwanych ludzi oraz ucieczkę gen. Giraud.
Przed powstaniem FFI Francuski służyły we wszystkich większych ruchach oporu od skrajnej lewicy po prawicę. Najbardziej znaną bojowniczką jest Simone Segouin ps. „Nicol”, została rozsławiona przez serię zdjęć wykonanych w czasie walk w Chartres.
Ważną, choć nigdy nie należącą do ruchu oporu, kobiecą postacią w dziejach francuskiego oporu wewnętrznego była Anna Marly, przebywająca w Londynie francuska piosenkarka rosyjskiego pochodzenia, autorka muzyki do „Pieśni Partyzantów”, nieoficjalnego hymnu Ruchu Oporu, oraz jej wykonawczyni.

### Opór Żydów

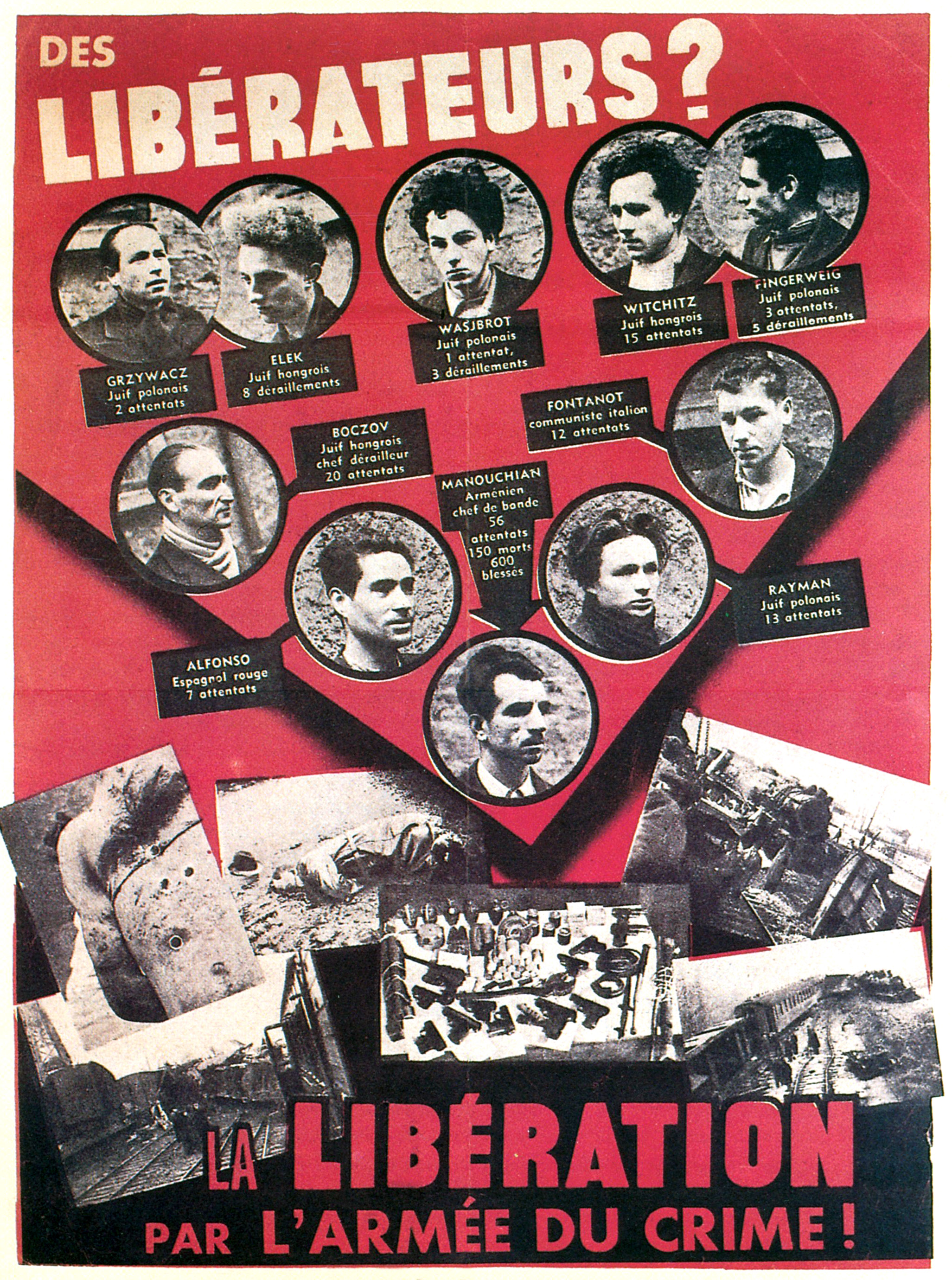
Czerwony afisz przedstawiający dziesięciu zamordowanych bojowników FTP-MOI, z których siedmiu było Żydami

Środowisko żydowskie we Francji zwiększyło się przed kapitulacją na skutek emigracji wielu Żydów z Europy środkowej. Część francuskich i zagranicznych Żydów przyłączyła się do francuskich ruchów oporu, pozostali tworzyli własne organizacje. Zaangażowanych w opór Żydów podczas II wojny światowej cechowały dwa nadrzędne cele: ochronienie własnego narodu przed Holocaustem ze strony hitlerowców i antysemicką polityką rządu Vichy oraz wyzwolenie Francji spod niemiecko-włoskiej okupacji.
Żydowscy bojownicy walczyli we wszystkich ruchach oporu we Francji (Żydzi przybyli do Francji z innych krajów przede wszystkim w FTP-MOI), niektórzy tworzyli jednak własne organizacje zbrojne jak Żydowskie Harcerki i Harcerze (Éclaireuses et éclaireurs israélites) czy Żydowska Organizacja Walki (Organisation Juive de Combat) znana również jako Armia Żydowska (Armée Juive) utworzona z tuluzańskiej grupy Silna Ręka (La main forte), której przywódcą był pochodzący z Polski inż. Abraham Polonski ps. „Monsieur Pol”. Oprócz tego istnieją organizacje zajmujące się przerzutem ukrywających się Żydów i uciekinierów z obozów do neutralnej Szwajcarii i Hiszpanii, są to m.in. Syjonistyczny Ruch Młodzieży (Mouvement de Jeunesse Sioniste), Komitet Amelot (Comité Amelot) oraz siatki Georges’a Garela i Josepha Bassa ps. „Monsieur André”.

### Pomoc z zewnątrz

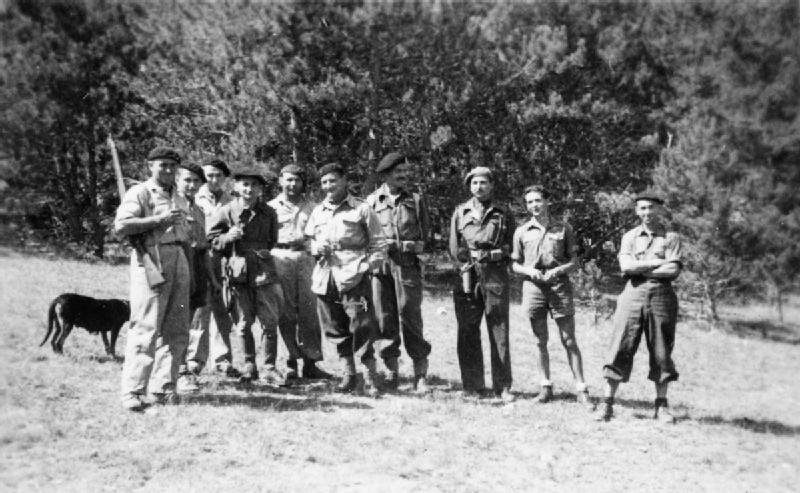
Oddział FFI z Górnej Sabaudii wraz z instruktorem SOE, sierpień 1944

W lipcu 1940, z inicjatywy Winstona Churchilla, powstało Kierownictwo Operacji Specjalnych, brytyjska agencja rządowa odpowiadająca za wsparcie ruchów oporu w okupowanych krajach. W całym okresie wojny powstały trzy francuskie sekcje SOE:
- Sekcja F – działająca od 1940 SOE-F kierowana przez Brytyjczyków Leslie Humphreysa (sierpień-grudzień 1940), H.R. Marriotta (grudzień-czerwiec 1940) i płk. Maurice’a Buckmastera (od czerwca 1941) prowadząca przerzut ludzi (agentów, sabotażystów i instruktorów) i broni do okupowanej Francji (akcje nabrały rozmachu od września 1942). Agentów rekrutowano zarówno wśród przebywających poza okupowanym krajem Francuzów, jak i obcokrajowców (głównie Brytyjczyków) znających język francuski. Niezależna od Wolnej Francji (od 1943 Francji Walczącej)[42]
- Sekcja RF – utworzona w 1941. SOE-RF była podporządkowana de facto Wolnej Francji (od 1943 Francji Walczącej) a jej działania zostały ściśle skoordynowane z BCRA/DGSS
- Sekcja DF – działająca od wiosny 1942 sekcja SOE-DF zajmowała się liniami ewakuacyjnymi z okupowanej Francji
- Sekcja AMF – utworzona jesienią 1942 w Algierze współpracująca z OSS sekcja giraudystów podporządkowana następnie Francji Walczącej
- Sekcja EU/P – powiązana z polską organizacją POWN-Monika

Oprócz SOE we Francji dział także brytyjski wywiad MI6 i MI9 zajmująca się przerzutem brytyjskich żołnierzy z Francji do Wielkiej Brytanii, m.in. zestrzelonych lotników. Od 1940 do 1944 SOE przerzuciło do Francji 1800 agentów (1750 mężczyzn i 50 kobiet), z których blisko jedna czwarta zginęła lub została aresztowana i 10 tys. ton zaopatrzenia pozwalająca uzbroić 250 tys. ludzi.
W październiku 1941 Komitet Wolnej Francji utworzył Centralne Biuro Informacji i Dywersji (BCRA) przekształcone w 1943 w Generalną Dyrekcję Służb Specjalnych (DGSS), na której czele stał płk André Dewavrin ps. „Passy”. Wywiad Wolnej Francji (od 1943 Francji Walczącej) tworzył w okupowanym kraju własne sieci wywiadowcze i sabotażowe w kooperacji z brytyjskim wywiadem MI6 i SOE-RF, wśród przerzuconych agentów znalazł się m.in. mjr Pierre Brossolette. W czasie Overlord przerzucono 532 francuskich komandosów ze Specjalnych Sił Lotniczych do Bretanii celem wsparcia lokalnych maquis na bezpośrednim zapleczu frontu normadzkiego.
Od 1942 swoje siatki we Francji tworzy także amerykański wywiad – Biuro Operacji Strategicznych. W przeciwieństwie do służb brytyjskich (SOE i MI6) OSS wspiera siły przeciwne gen. de Gaulle’owi a związane z gen. Giraud oraz wewnątrz podległej Vichy Krajowej Służby Jeńców Wojennych (sytuacja zaczęła zmieniać się kiedy w 1943 gaulliści i giraudyści powołali do życia Francuski Komitet Wyzwolenia Narodowego, w maju 1944 OSS odnotowało, że „w obecnej sytuacji de Gaulle jest jedynym możliwym przywódcą politycznym kraju”). W czasie lądowania w Normandii i w Prowansji tworzą tzw. Jedburgh – trzyosobowe (Francuz, Brytyjczyk i Amerykanin) grupy komandosów przerzucane na tyły frontu celem wspomożenia partyzantów.

### Skrajna prawica a ruch oporu

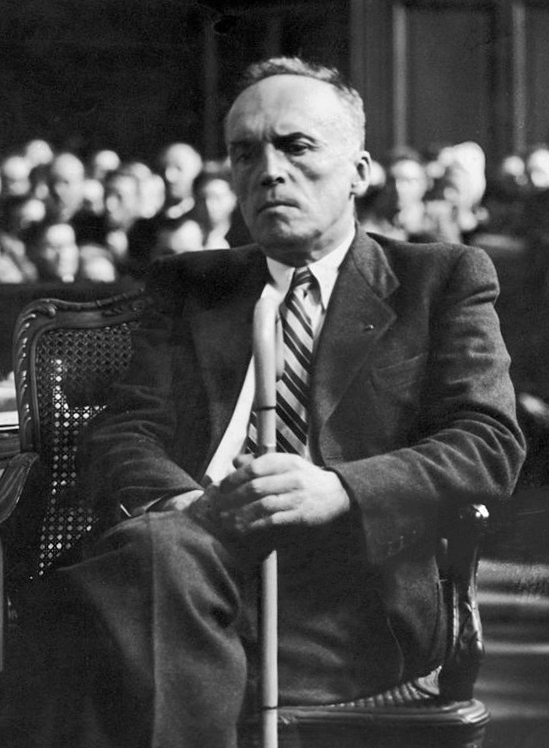
Georges Loustaunau-Lacau, nacjonalista aresztowany w wolnej strefie w 1941 za działalność antyniemiecką, deportowany przez hitlerowców do obozu koncentracyjnego w 1943

Powstanie autorytarnego, antysemickiego i klerykalno-nacjonalistycznego Państwa Francuskiego zrywającego z tradycjami republiki zostało przychylnie przyjęte przez zdecydowaną większość francuskich nacjonalistów i monarchistów. Po delegalizacji partii politycznych w drugiej połowie 1940 zaczęły powstawać zgrupowane wokół rządu i szefa państwa nacjoanlistyczne organizacje takie jak Legion Francuskich Kombatantów, Rewolucyjny Ruch Społeczny i Grupa Collaboration. Ponownie zalegalizowane w 1941 ugrupowania faszystowskie (Francuska Partia Ludowa, Zgromadzenie Narodowo-Ludowe i Partia Francuska atakujące tzw. rewolucję narodową za zbyt silny konserwatyzm oraz ich zdaniem słabą działalność proniemiecką. Utworzyli oni w strefie okupowanej Legion Ochotników Francuskich przeciw Bolszewizmowi walczący w szeregach Wehrmachtu na Froncie Wschodnim, rok później podobną inicjatywę (zakończoną wcieleniem ochotników do LVF) przeprowadził rząd w Vichy. Na początku 1943, na bazie Legionowej Służby Porządkowej, utworzono Milicję Francuską – paramilitarną organizację działającą w obu strefach. Wspierała ona siły hitlerowskie w akcjach przeciwko Żydom, ruchowi oporu i francuskiej ludności cywilnej (przeciwko oddziałom partyzanckim skierowano także utworzoną w wyniku ograniczenia liczby armii Mobilne Grupy Rezerwy – podporządkowaną policji paramilitarną organizacje przeznaczoną początkowo do ochrony porządku w miastach).
Z czasem część skrajnej prawicy zaczęła krytycznie odnosić się do kolaboracji i angażować się w opór, wyróżnia się przy tym trzy okresy przyłączania się do ruchu oporu niektórych nacjonalistów i monarchistów:
- 1940/41 (m.in. płk Gilbert Renault ps. „Rémy”[47])
- rok 1942: kwiecień, gdy do władzy wrócił Pierre Laval ujawniając, że cała polityka rządu jest podporządkowana interesom III Rzeszy, oraz listopad gdy hitlerowcy rozpoczęli okupację wolnej strefy (m.in. François Mitterrand, delegat Krajowej Służby Jeńców Wojennych, z czasem zmienił poglądy na lewicowe)
- styczeń i luty 1943: powstanie zbrodniczej Milicji Francuskiej oraz klęska Osi pod Stalingradem (m.in. François Valentin, działacz Legionu Francuskich Kombatantów)

## Unifikacja podziemia

### Misja Jeana Moulina

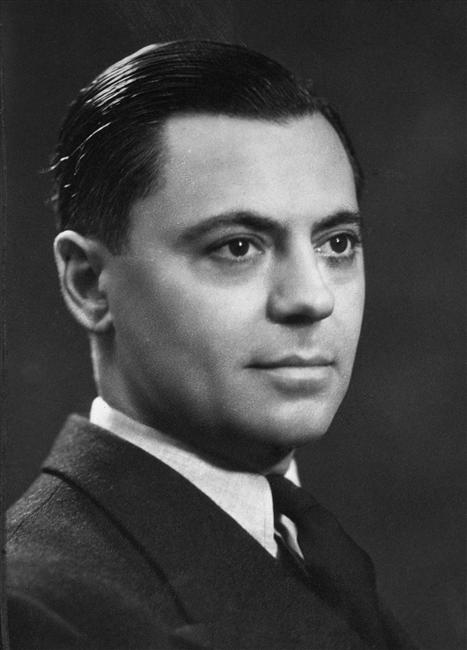
Jean Moulin ps. „Rex”, ojciec zjednoczenia Ruchu Oporu

Jean Moulin był przed wybuchem wojny prefektem Eure-et-Loir i sierżantem rezerwy lotnictwa. Na początku września 1941 przedostał się przez neutralną Hiszpanię do Lizbony skąd dzięki pomocy SOE dotarł do Londynu. Udało mu się spotkać z Szefem Wolnej Francji gen. Charles’em de Gaulle’em, któremu przedstawił sporządzony przez siebie raport nt. rozdrobnionego Ruchu Oporu. De Gaulle powierzył Moulinowi zadanie powrotu do kraju i zjednoczenie ruchów oporu pod kątem politycznym i militarnym.
Moulin został zrzucony na spadochronie w nocy z 31 grudnia 1941 na 1 stycznia 1942. Po doatrciu do wolnej strefy odnowił kontakty z trzema największymi ruchami – prawicową Walką oraz lewicowymi Wyzwoleniem-Południe i Wolnymi Strzelcami. Już wiosną udało się częściowo skoordynować działania organizacji pod kątem propagandy, jesienią powołano do życia Tajną Armię – pierwszy zjednoczony opór zbrojny. Pod względem politycznym trzy ruchy ze strefy południowej połączyły się w Ruch Zjednoczenia Oporu, na którego czele stanął osobiście Moulin, dzięki przejściu na stronę Ruchu Oporu delegata Krajowej Służby Jeńców Wojennych François Mitterranda udało się także zorganizować opór w obozach jenieckich. Każdy z ruchów tworzących AS i MUR nie zrezygnował jednak z wydawania własnej prasy.
Poza zasięgiem Moulina znalazła się strefa północna okupowana od 1940. Jednoczenie tamtejszego oporu nastąpiło dopiero w 1943. W drugiej połowie 1942, niezależnie od „Rexa”, kontakt z Wolną Francją, przez Centralne Biuro Informacji i Dywersji, nawiązał Jean Jérôme, przedstawiciel Partii Komunistycznej i działających w obu strefach Wolnych Strzelców i Partyzantów.
W 1943 Jean Moulin ps. „Rex” został mianowany przewodniczącym Krajowej Rady Ruchu Oporu. Kilka miesięcy później został jednak aresztowany przez Gestapo na skutek zdrady René Hardy’ego. Zmarł 8 lipca 1943 na skutek ran zadanych mu w czasie tortur. Pośmiertnie został awansowany do stopnia generała dywizji i odznaczony m.in. Legią Honorową IV klasy.

### Krajowa Rada Ruchu Oporu

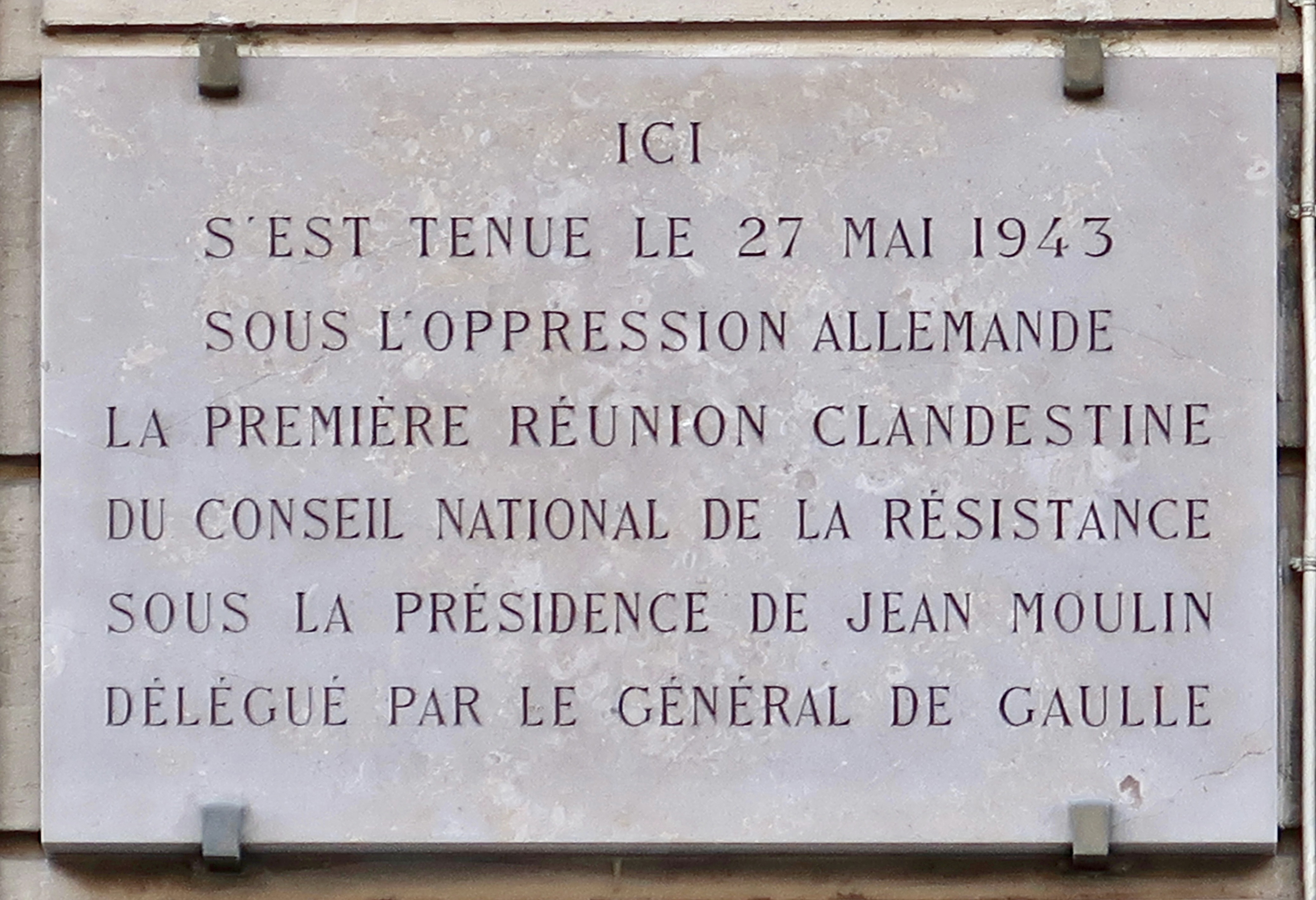
Tablica upamiętniająca pierwsze zebranie CNR w kamienicy 48 rue du Four w Paryżu 27 maja 1943

27 maja 1943 została powołana do życia Krajowa Rada Ruchu Oporu, polityczna instytucja podziemna łącząca polityczne stronnictwa Ruchu Oporu. Na spotkaniu założycielskim wybrano trzyosobowe władze CNR w składzie: Jean Moulin (przewodniczący), Pierre Meunier (sekretarz generalny) i Robert Chambeiron (zastępca sekretarza generalnego). Oprócz tego pojawili się:
- przedstawiciele ruchów oporu:
  - Pierre Villon – Front Narodowy na Rzecz Walki o Wyzwolenie i Niepodległość Francji (Wolni Strzelcy i Partyzanci)
  - Roger Coquoin – Ci z Wyzwolenia
  - Jacques Lecompte-Boinet – Ci z Oporu
  - Charles Laurent – Wyzwolenie-Północ
  - Pascal Copeau – Tajna Armia (Wyzwolenie-Południe)
  - Jacques-Henri Simon – Organizacja Cywilna i Wojskowa
  - Claude Bourdet – Tajna Armia (Walka)
  - Eugène Claudius-Petit – Tajna Armia (Wolni Strzelcy)
- przedstawiciele związków zawodowych:
  - Louis Saillant – Powszechna Konfederacja Pracy
  - Gaston Tessier – Chrześcijańska Konfederacja Francuskich Pracowników
- przedstawiciele partii politycznych okresu III Republiki:
  - André Mercier – Francuska Partia Komunistyczna
  - André Le Troquer – Francuska Sekcja Międzynarodówki Robotniczej
  - Marc Rucart pour – Partia Republikańska, Radykalna i Radykalno-Socjalistyczna
  - Georges Bidault – Ludowa Partia Demokratyczna
  - Joseph Laniel – Sojusz Demokratyczny
  - Jacques Debû-Bridel – Federacja Republikańska

Na spotkaniu zabrakło niektórych ruchów takich jak Obrona Francji czy Organizacja Oporu Armii, które niedługo później (głównie po utworzeniu w Algierze Francuskiego Komitetu Wyzwolenia Narodowego na czele z generałami de Gaulle’em i Henrim Giraudem). Po aresztowaniu Moulina na czele CNR stanął Georges Bidault.
15 marca 1944 uchwalony został program Krajowej Rady Ruchu Oporu, w którym założono, że po zwycięstwie utrzymana zostanie jedność sił Oporu w imię przeobrażenia oblicza Francji. Sformułowano także ideę nowej Republiki, w której nie będzie istnieć zdrada i korupcja, lecz sprawny rząd połączony ze skuteczną kontrolą przedstawicielstwa narodowego. Podkreślono konieczność przeprowadzenia reform ekonomicznych oraz ukarania kolaborantów. Najważniejszym punktem programu było przygotowanie powstania narodowego. Mimo że program nie został do końca zrealizowany, odegrał ważną rolę w tworzeniu nowej świadomości społecznej i politycznej.

### Francuskie Siły Wewnętrzne

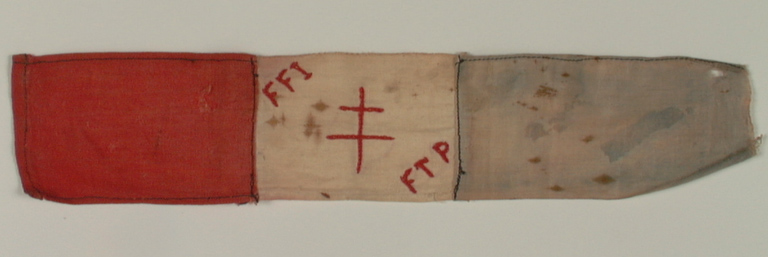
Opaska bojownika FTP-FFI

Pierwszym zjednoczeniem militarnym Ruchu Oporu było powstanie Tajnej Armii w 1942. Od powstania Francuskiego Komitetu Wyzwolenia Narodowego w czerwcu 1943 rozpoczął się proces scaleniowy AS i Organizacji Oporu Armii sformalizowany w październiku tego roku. 29 grudnia 1943 gaulliści zawarli militarne porozumienie z Wolnymi Strzelcami i Partyzantami.
Z połączenia AS, FTP, ORA i innych mniejszych ruchów, 1 lutego 1944, powstały Francuskie Siły Wewnętrzne – organizacja łącząca cały francuski ruch oporu. Ze względu na silne zróżnicowanie, przede wszystkim polityczne, i dążenia poszczególnych członów tworzących FFI do maksymalnego zachowania autonomii skupiono się przede wszystkim na stworzeniu organizacji terenowej – dowództw regionalnych i departamentalnych. Dodatkowym utrudnieniem było także rozbicie dowództwa głównego FFI: Komendant Krajowy gen. korpusu armii Pierre Kœnig urzędował w Londynie, szef sztabu (początkowo gen. bryg. Pierre Dejussieu ps. „Pontcarral” zastąpiono po aresztowaniu przez gen. bryg. Alfreda Mallereta ps. „Joinville”) przebywał natomiast w okupowanym kraju).
FFI od początku swojego istnienia zmagały się z nasilającym terrorem okupantów jednocześnie przygotowując powstanie narodowe, które wybuchło w nocy z 5 na 6 czerwca 1944, wraz z otwarciem frontu w Normandii. Samodzielnie wyzwoliły one blisko połowę kraju, pozostałą jego część zaś wspólnie z wojskami alianckimi (w tym regularną armią francuską). W szczytowym okresie działalności przypadającym na sierpień i wrzesień 1944 FFI liczyły prawie pół miliona bojowników, ich walkę na zapleczu Frontu Zachodniego gen. Dwight Eisenhower ocenił na równoznaczną ze wsparciem piętnastu dywizji wojsk regularnych.

## Opór na ziemiach włączonych do Rzeszy
Po podpisaniu przez nowe władze Francji zawieszenia broni Alzacja i część Lotaryngii, które Francja odzyskała w 1919 po 48 latach zaboru, zostały włączone w granice III Rzeszy. Oddzielenie od reszty kraju i inny rodzaj okupacji z naciskiem na germanizację były powodem słabszej działalności Ruchu Oporu w tym regionie, który nastawił się głównie na działalność wywiadowczą i propagandową walkę z germanizacją oraz przymusowym wcielaniem miejscowej ludności do Wehrmachtu i Reichsarbeitsdienst.

## Akcje ruchu oporu

### Sabotaż

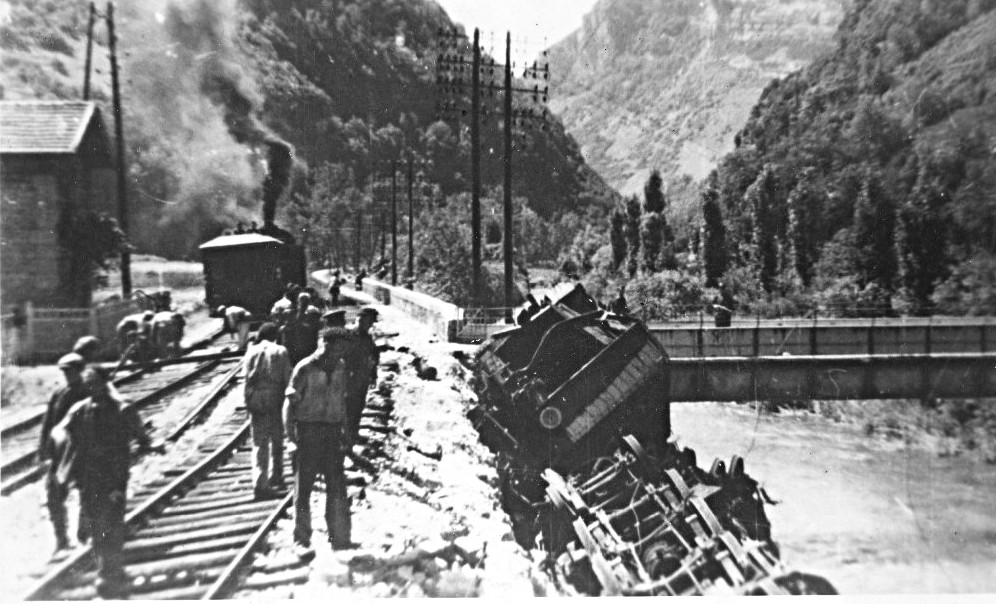
Pociąg wykolejony 6 lipca 1944 w rejonie Saint-Rambert-en-Bugey

Sabotaż był najbardziej powszechną formą walki wśród organizacji Ruchu Oporu, zarówno przez oddziały w miastach, jak i maquis. Od początku okupacji bojownicy niszczyli linie kolejowe, mosty, kable telefoniczne, sprzęty wychodzące z fabryk etc., prowadzono także kampanię mającą na celu niszczenie lub opóźnianie dostaw prowiantu dla Wehrmachtu, Waffen-SS oraz armii włoskiej. Materiały wybuchowe pozyskiwane były ze zrzutów SOE, niemieckich magazynów oraz od konspiracyjnych laborantów (m.in. Jules’a Dumont i France Bloch-Sérazin). Mniej znaną formą sabotażu było niszczenie i fałszowanie dokumentów urzędowych i fabrycznych oraz opóźnianie transportów przez francuskich kolejarzy. Największe nasilenie działań sabotażowych nastąpiło po wybuchu powstania narodowego.
Decyzją Generalnej Dyrekcji Służb Specjalnych (DGSS) wszystkie regiony strefy północnej prócz podregionu P1, oraz jednego departamentu z regionu D oraz podregionów P2 i P3 znalazły się w tzw. strefie sabotażu, w której ze względu na natężenie wojsk niemieckich oraz warunki naturalne nie prowadzono działalności partyzanckiej na taką skalę jak w pozostałych częściach okupowanego kraju. Według ustaleń sabotaże na linie kolejowe Francuzi prowadzili w strefie południowej (w północnej robiło to lotnictwo alianckie).

### Partyzantka

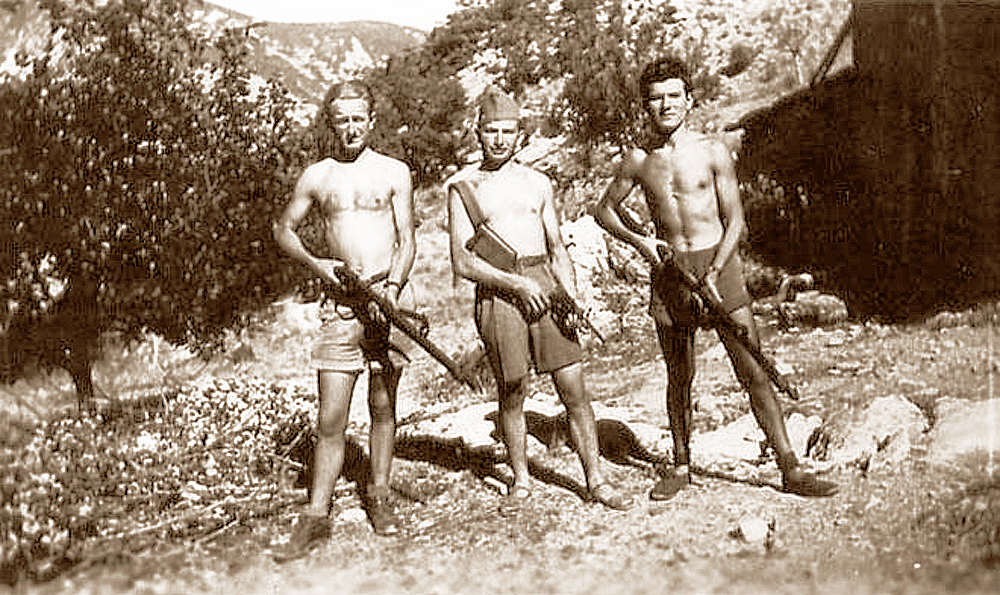
Trzech maquis FTPF z partyzanckiego obozu Roche-Saint-Secret-Béconne, maj 1943

Za pierwszego francuskiego partyzanta uznawany jest Georges Guingouin, który w lutym 1941 ukrył się w lesie w Soudaine-Lavinadière przed służbami porządkowymi Vichy organizując wkrótce grupę zbrojną. W sierpniu poszukiwany przez hitlerowców Jean Longhi schronił się w Morvan tworząc oddział partyzancki, a w marcu 1942 dowódcą partyzantki FTPF we Franche-Comté został Pierre Georges ps. „Henri”. W grudniu 1942 na Vercors powstał jeden z największych i najbardziej znanych oddziałów AS.
Wzrost oddziałów partyzanckich zwanych maquis od śródziemnomorskiej roślinności nastąpił w 1943 kiedy powołano Służbę Pracy Przymusowej (Service du travail obligatoire). Ludzie zagrożeni wywózką na roboty do Rzeszy uciekali do lasów i w góry tworząc oddziały partyzanckie lub zasilając już istniejące grupy. Decyzją Generalnej Dyrekcji Służb Specjalnych regiony strefy południowej, region D prócz jednego departamentu, podregion P1 oraz dwa departamenty podregionów P2 i P3 leżące przy dawnej linii demarkacyjnej znalazły się w tzw. „strefie maquis”, w której położono nacisk na działalność partyzancką (w strefie sabotażu maquis działali słabiej ze względu na natężenie wojsk okupacyjnych). Do terenów o największym natężeniu oddziałów maquis należały Reduty Masywu Centralnego, Alpejska, Pirenejska, Środkowo-Wschodnia (Jura-Wogezy-Morvan), Bretania, Wandea, Charente, Normandia i Ardeny.
Najcięższy okres walki partyzanckiej na ziemiach francuskich przypadł na rok 1944 (szczególnie po wybuchu powstania narodowego). Najbardziej znane w historii są bitwy na Glières (31 stycznia – 26 marca 1944), Mont Mouchet (20 maja – 22 czerwca 1944), Vercors (21 czerwca – 23 lipca 1944; największa bitwa partyzancka we Francji) i Mont Gargan (18–24 lipca 1944).

### Zamachy

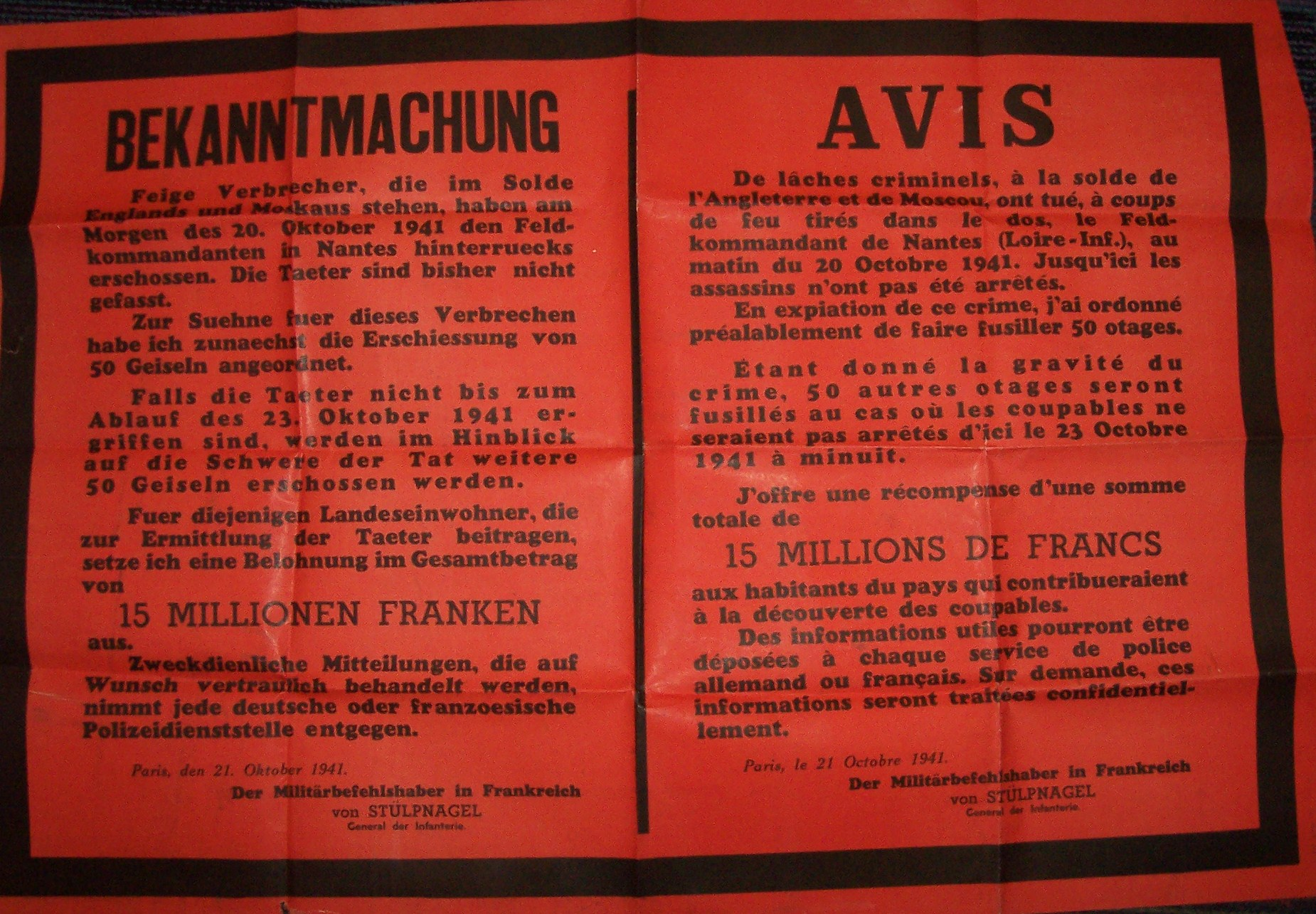
Obwieszczenie wydane po śmierci ppłk. Hotza w październiku 1941

Ta forma walki była stosowania głównie przez podziemie komunistyczne, pierwszego udanego zamachu dokonał 21 sierpnia 1941 w Paryżu Pierre Georges zabijając kadeta Kriegsmarine Alfonsa Mosera. Zamachy na hitlerowskich żołnierzy, funkcjonariuszy i urzędników ciągnęły za sobą dodatkowe represje wobec ludności cywilnej, np. w ramach odwetu za śmierć komendanta wojskowego Nantes ppłka dra Karla Hotza zamordowano 98 ludzi.
Najsłynniejsza grupa egzekutorów podległa FTP-MOI (frakcja FTP złożona z obcokrajowców), operowała w okupowanej stolicy kraju i była dowodzona przez Ormianina Michela Manouchiana tworzoną w większości przez jego rodaków oraz Żydów z Francji i całej okupowanej Europy. W 1943 grupa ta odpowiadała za większość z akcji przeprowadzonych w Paryżu, została rozbita na skutek działań policji francuskiej i sił hitlerowskich. W listopadzie aresztowano Manouchiana wraz z 23 podkomendnymi. Skazano ich na śmierć i stracono w Suresnes 21 lutego 1944 (jedynie Olgę Bancic przewieziono do Rzeszy gdzie została zgilotynowana 10 maja 1944).
Oprócz zamachów wymierzonych w okupantów organizowano również ataki na kolaborantów. Najważniejszą z ofiar był Philippe Henriot, sekretarz stanu ds. informacji i propagandy, zastrzelony 28 czerwca 1944 o godzinie 5:30 w swoim biurze w Paryżu przez ppłk. FFI Charles’a Gonarda ps. „Morlot”. 22 lipca 1944 partyzanci z 6 Batalionu FTP-FFI Dordogne pojmali adm. Charles’a Platon, byłego sekretarza stanu ds. kolonii i zwolennika aktywniejszej kolaboracji, którego postawiono przed sądem polowym i rozstrzelano 28 sierpnia 1944 o 22:40.

### Wywiad
Najważniejszym z perspektywy Koalicji Antyhitlerowskiej pionem walki Ruchu Oporu we Franci była działalność wywiadowcza wymierzona w Abwehrę, Sicherheitsdienst, Wehrmacht, Waffen-SS i aparat urzędniczy. Główny ciężar tej działalności spoczywał na siatkach związanych z wywiadem Wolnej Francji (od 1943 Francji Walczącej), SOE, OSS, a także na Czerwonej Orkiestrze. Do historii najbardziej przeszła działalność wywiadowcza FFI i wcześniejszych organizacji mająca na celu zbadanie Wału Atlantyckiego oraz umożliwienie operacji desantowej i otwarcie drugiego frontu. Aż 80% informacji dzięki którym lądowanie w Normandii się powiodło pochodziło właśnie od francuskiego ruchu oporu.

### Powstanie powszechne i wyzwolenie kraju

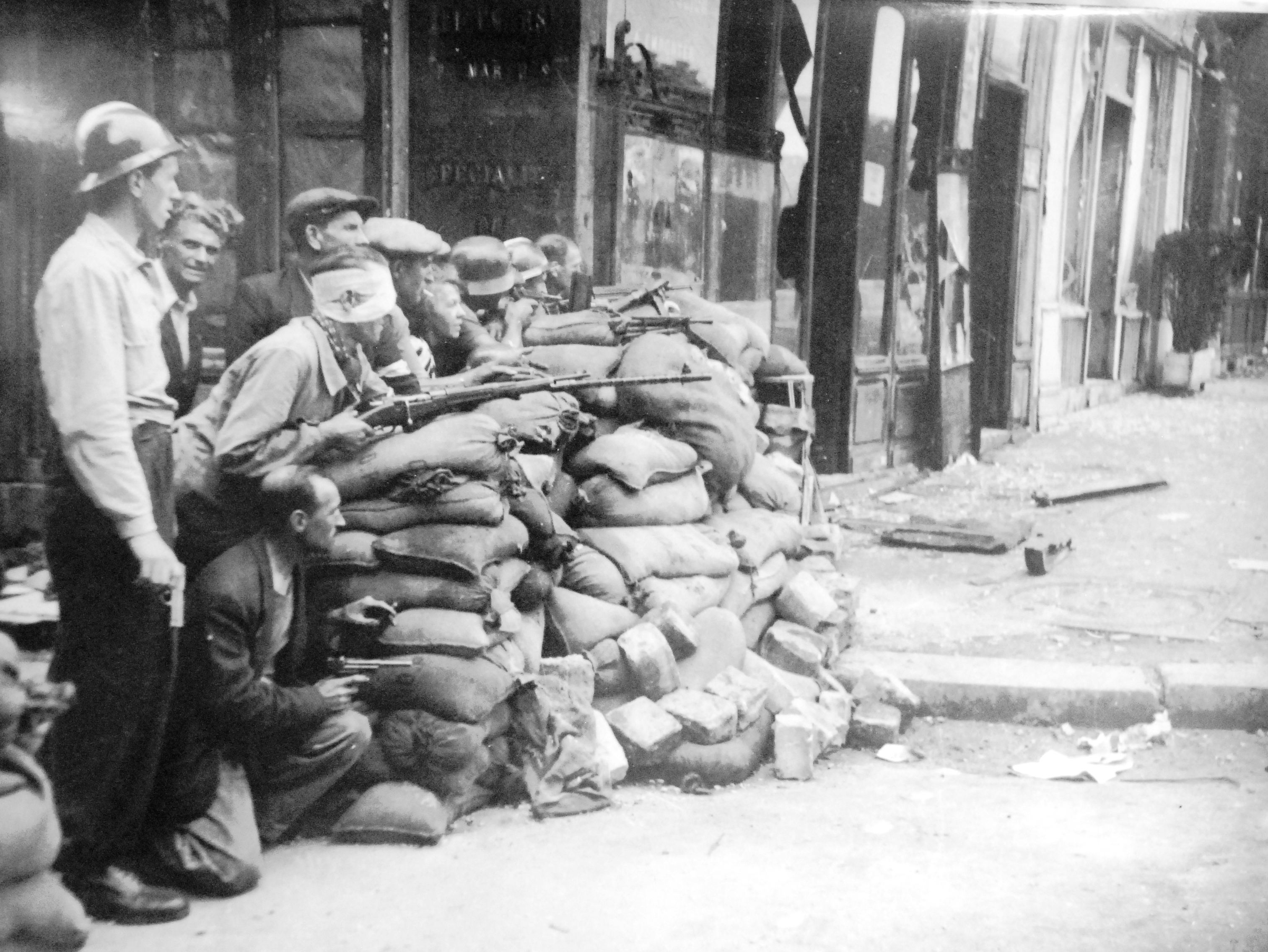
Bojownicy FFI na barykadzie w Paryżu, sierpień 1944

Pierwszym obszarem Francji kontynentalnej wyzwolonym spod okupacji była Korsyka, ważny punkt niemieckiego oporu po wycofaniu się z Sardynii. Miejscowi partyzanci opanowali ją przy pomocy desantu Francuskiej Armii Wyzwolenia oraz sił Królestwa Włoch.
Największą akcją przeprowadzoną przez francuski ruch oporu było powstanie narodowowyzwoleńcze, rozpoczęte nocą z 5 na 6 czerwca 1944 gdy Radio BBC nadało komunikat „Alpejska kozica skacze” – sygnał do rozpoczęcia insurekcji. Zgodnie z ustaleniami lotnictwo alianckie miało uszkadzać linie kolejowe w strefie północnej zaś Francuskie Siły Wewnętrzne w południowej (w samym czerwcu ruch oporu wykonał 2731 ataków na linie kolejowe). Głównym zadaniem oporu było sparaliżowanie działań niemieckich sił zbrojnych i uniemożliwię mu koncentracji i przerzutu na front normandzki. W strefie południowej FFI nałożyło nacisk na atakowanie wycofujących się sił Wehrmachtu, w strefie północnej większe jednostki atakowano wyłącznie w kooperacji z Aliantami. Jednocześnie wzmożono akcje strajkowe.
Na skutek powstania do końca września 1944 wyzwolono praktycznie cały obszar Francji metropolitalnej został wyzwolony spod hitlerowskiej okupacji. Blisko połowa kraju została oswobodzona wyłącznie przez FFI (m.in. Tuluzę, Limoges, Niceę i Tulle), resztę ruch oporu opanował wspólnie z jednostkami alianckimi (m.in. Lyon, Calais, Marsylię oraz Paryż).

### Opór bez przemocy
Oprócz walki zbrojnej francuski ruch oporu niósł także pomoc prześladowanym Żydom i innym ludziom zagrożonym aresztowaniem lub śmiercią, wytwarzał fałszywe dokumenty dla konspiratorów, kolportował antynazistowską prasę, organizował przerzut ludzi (m.in. zestrzelonych lotników RAF), nielegalne nauczania etc. Najbardziej znanymi formami biernego oporu są strajki organizowane w zakładach pracy, na kolei, a nawet wśród Policji i Żandarmerii Narodowej oraz patriotyczne demonstracje przede wszystkim w Święto Narodowe Francji (14 lipca) i Dzień Pamięci (11 listopada).

## Obcokrajowcy w Ruchu Oporu
We francuskim Ruchu Oporu prócz samych Francuzów walczyli także przedstawiciele innych narodowości. Większość z nich znalazła się w FTP-MOI.

### Polacy
W Ruchu Oporu na terenie Francji działało około 40 tysięcy Polaków głównie spośród Polonii francuskiej oraz polskich uchodźców i wojskowych. Część z nich walczyła bezpośrednio w organizacjach francuskich, powstały także stricte polskie siatki wywiadowcze i organizacje m.in. podległa rządowi w Londynie Polska Organizacja Walki o Niepodległość (w maju 1944 weszła w skład FFI) i lewicowa Polska Milicja Patriotyczna (podlegająca FTP-MOI, a następnie FFI). W rejonie Vercors działała współpracująca z Francuzami brytyjska agentka SOE polskiego pochodzenia Krystyna Skarbek. W strukturach Résistance ulokowana była także łączniczka Komendy Głównej Armii Krajowej.
W wyniku wojny, na terenie Francji zginęło około 5 tysięcy polskich bojowników, w tym ks. Wojciech Rogaczewski.

### Hiszpanie
Po przegranej wojnie domowej kilka tysięcy hiszpańskich republikanów przeszła granicę z III Republiką. Po wybuchu II wojny światowej przyłączyli się oni do miejscowego ruchu oporu. Najbardziej znanymi Hiszpanami walczącymi we Francji są Celestino Alfonso, z Grupy MOI Manukiana, oraz mjr Roque Carrion ps. „Icare” z 11 Batalionu FTP-FFI. Najwięcej Hiszpanów walczyło obok Francuzów w Pirenejach wyzwalając min. Foix.

### Niemcy i Austriacy
Szacuje się, że we francuskim ruchu oporu walczyło 3000 niemieckich i austriackich antyfaszystów – emigrantów, weteranów Brygad Międzynarodowych i dezerterów z Wehrmachtu. Walczyli oni w oddziałach partyzanckich, a także rekrutowali szpiegów pośród swoich rodaków w armii okupacyjnej. Najbardziej znanym z bojowników był ppłk Otto Kühne ps. „Robert”.

### Włosi
6 września 1941 przedstawiciele emigracji PCI i PSI podpisali „Apel Tuluzy” a 3 marca 1943 „Pakt Lyonu”. Do ruchu oporu zaczęli dołączać włoscy emigranci, 10 czerwca 1943 siedziba PNF w Paryżu została zaatakowana przez oddział włoskich antyfaszystów z FTP-MOI pod dowództwem Rino Della Negra.

### Luksemburczycy
W La Résistance walczyło ok. 400 Luksemburczyków uciekających z anektowanej przez Rzeszę ojczyzny przed terrorem i przymusową służbą we Wehrmachcie.Najwięcej z nich walczyło w Rodan, Isère oraz Ardenach. Najbardziej zasłynął kpt. Antoine Diederich ps. „Baptiste”, którego oddział rozbił więzienie w Riom uwalniając 114 więźniów, z których 30 skazano na śmierć. Większość Luksemburczyków walczących u boku Francuzów poległa w czasie wojny.

### Holendrzy
W okupowanej Francji powstała tworzona przez Holendrów Dutch-Paris pod dowództwem Hermana Laatsmana specjalizująca się w przerzucie ludzi do Wielkiej Brytanii. Uratowała ona życie 142 alianckim pilotom i 800 Żydom. Sieć została rozbita w 1944, większość z 400 Holendrów zginęła w obozach koncentracyjnych.

### Pozostałe narodowości
We francuskim Ruchu Oporu walczyli także przedstawiciele wielu innych narodowości, m.in. Ormianie przybyli do Francji przede wszystkim po pierwszowojennym ludobójstwie.
Wśród przerzucanych do Francji agentów SOE-F oprócz rodowitych Francuzów służyli także obywatele Imperium Brytyjskiego znający język i realia Francji, m.in. kpt. Nancy Wake ps. „Andrée”, dziennikarka nowozelandzkiego pochodzenia, oraz kpt. William Grover-Williams ps. „Sebastian”, przedwojenny kierowca rajdowy.
Przez Ruch Oporu przewinęło się także ok. 30 tys. zbiegłych z niewoli jeńców radzieckich, obywateli różnych republik ZSRR.

## Represje ze strony aparatu okupacyjnego

### Niemcy

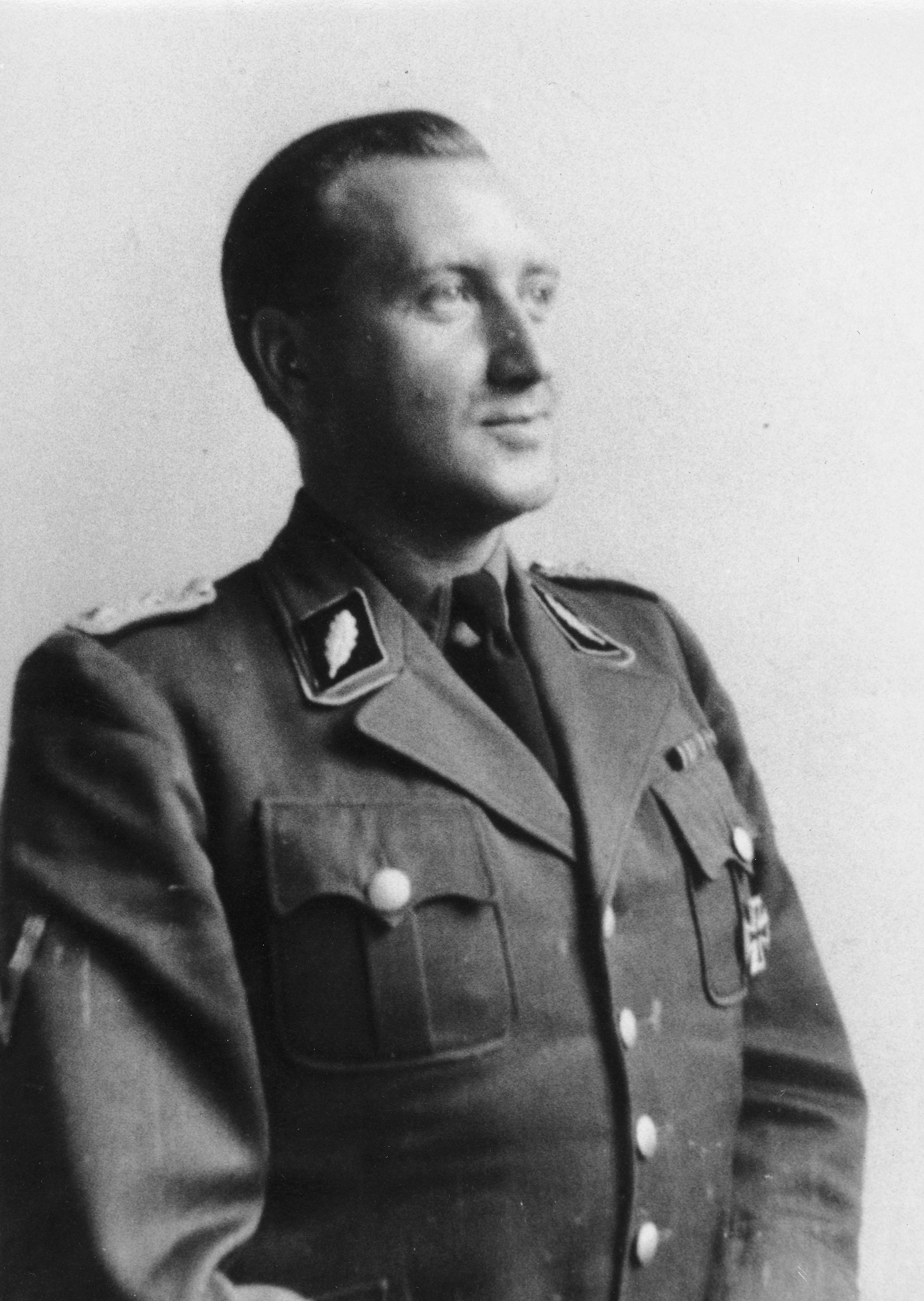
SS-Staf dr Helmut Knochen, w latach 1940–1944 dowódca Sipo-SD w okupowanej Francji

Na ziemiach okupowanych przez III Rzeszę de facto wszystkie hitlerowskie służby mundurowe i administracyjne odpowiadały za terror wymierzony w Ruch Oporu oraz francuskich cywili, główny ciężar walki z jego bojownikami spoczywał jednak na siłach bezpieczeństwa i policji, których obecność we Francji była niezgodna z postanowieniami rozejmu. Były to:
- Sicherheitspolizei-Sicherheitsdienst (Sipo-SD) – podlegające SS siły bezpieczeństwa dowodzone przez SS-Staf dr Helmuta Knochena (BdS Frankreich). Tworzone były przez regionalne komendantury (KdS), w 1940 powstały KdS Paris, Rouen, Rennes, Orléans, Dijon, Nancy, Bordeaux, Châlons-sur-Marne, Angers, Poitiers i Saint-Quentin, w 1942 (po rozpoczęciu okupacji wolnej strefy) KdS Lyon, Limoges, Marseille, Toulouse, Montpellier i Vichy, a na początku 1944 KdS Grenoble i Nice. Zaraz po rozpoczęciu okupacji zorganizowano także KdS Lille (podległa ona BdS Belgien und Nordfrankreich) oraz BdS Westmark (Metz) i Elsass (Strasbourg). Komendantury Sipo-SD miały swoje placówki w prefekturach departamentalnych. Każda KdS, tak jak BdS, dzieliła się na siedem sekcji: Abteilung I (administracja kadrowa), Abteilung II (zarządzanie), Abteilung III (cenzura i pomoc w rekrutacji siły roboczej), Abteilung IV (Gestapo – kontrwywiad i działania przeciw Ruchowi Oporu, Zagłada Żydów, represje wobec ludności cywilnej), Abteilung V (Kripo – sprawy kryminalne, de facto wspomagała Gestapo w jego działaniach), Abteilung VI (wywiad wewnątrz alianckich służb wywiadowczych na terenie Francji, wydawanie wiz oraz ochrona hitlerowskich dostojników wizytujących Francję) i Abteilung VII (archiwa BdS i KdS). W okupowanej Francji Sipo-SD liczyły ok. 2500 funkcjonariuszy[85][86]
- Ordnungspolizei – dowódcami hitlerowskiej policji (BdS) we Francji byli płk Bolko von Schweinichen (do marca 1943) i gen-mjr Paul Scheer. Podobnie jak Sipo-SD, Orpo miała swoje placówki w poszczególnych regionach, w 1940 uwarzono KdO Paris, Saint-Quentin, Châlons-sur-Marne, Nancy, Dijon, Orléans, Poitiers, Bordeaux, Angers, Rennes i Rouen, a w 1942 KdO Marseille, Lyon, Toulouse, Clermont-Ferrant, Montpellier i Limoges. Zadaniem Orpo było nadzorowanie francuskich sił mundurowych (policji, żandarmerii, straży komunikacyjnej, policji drogowej i straży pożarnej). Oprócz posterunków Orpo na terenie Francji działały również zwarte oddziały: 4 Pułk Policji, Pułk Policji „Griese”, 28 Pułk Policji „Todt”, 14 Pułk Policji SS i 19 Pułk Policji SS (znany przede wszystkim z walk na Vercors). Niemieccy policjanci brali udział w akcjach przeciwko oporowi, partyzantom i Żydom, niekiedy tworzyli plutony egzekucyjne, m.in. w 1942 w Mont Valérien. W 1942 Orpo we Francji liczyła 2400 funkcjonariuszy, w 1943 ich liczba wzrosła do 3000[87][88].

Oprócz tego na terytorium Francji istniały posterunki wojskowych policji: Feldgendarmerie (ok. 6000 żołnierzy) i Geheime Feldpolizei (ok. 1000 żołnierzy), oraz departamentalne placówki Abwehry (wywiad i kontrwywiad wojskowy) zajmującej się głównie infiltracją i zwalczaniem siatek wywiadowczych. Wraz ze wzrostem działalności ruchu oporu GFP podporządkowano Sipo-SD a 5 maja 1942 utworzono stanowisko Wyżego Dowódcy SS i Policji we Francji (HSSPF Frankreich), zarządzającego wszystkimi siłami bezpieczeństwa i policji, które objął SS-Gruf Carl Oberg.
Odpowiedzialność za represje wobec ruchu oporu i ludności spada także na Wehrmacht i Waffen-SS. Zgodnie z traktatem z 1940 n terytorium Francji stacjonowało 40 tys. niemieckich żołnierzy (nie licząc załogi Wału Atlantyckiego). Podczas każdej akcji antypartyzanckiej prowadzonej przez wojsko obecny być musiał oficer Sipo-SD de facto odpowiedzialny za jej przebieg, kilka tygodni przed wybuchem powstania powszechnego i alianckiej inwazji odpowiedzialność za działania przeciwko coraz liczniejszym i aktywniejszym maquis spadła na wojsko. Najgłośniejszych zbrodni wojennych we Francji dokonali żołnierzy 2 Dywizji Pancernej SS „Das Reich” (masakry ludności cywilnej w Oradour-sur-Glane, Tulle, Poteau de Combeauvert, Malabre i Argenton-sur-Creuse) w czerwcu 1944.
Najbardziej znanym niemiecki zbrodniarzem wojennym działającym w okupowanej Francji jest SS-Ostuf Klaus Barbie, szef sekcji IV KdS Lyon, współodpowiedzialny za deportację do obozów zagłady 7,5 tysiąca Żydów, zamordowanie 4342 ludzi oraz aresztowanie i torturowanie 14 311 bojowników ruchu oporu. Po wojnie korzystając z protekcji MI6, OSS/CIA uniknął ekstradycji do Francji, gdzie został zaocznie skazany na karę śmierci. W 1955 przy pomocy administracji Watykanu uciekł z rodziną do Argentyny, a następnie do Boliwii skąd, dzięki staraniom łowców nazistów, został w 1983 ekstradowany do Francji. W 1987 stanął przed sądem, który skazał go na dożywocie.

### Vichy

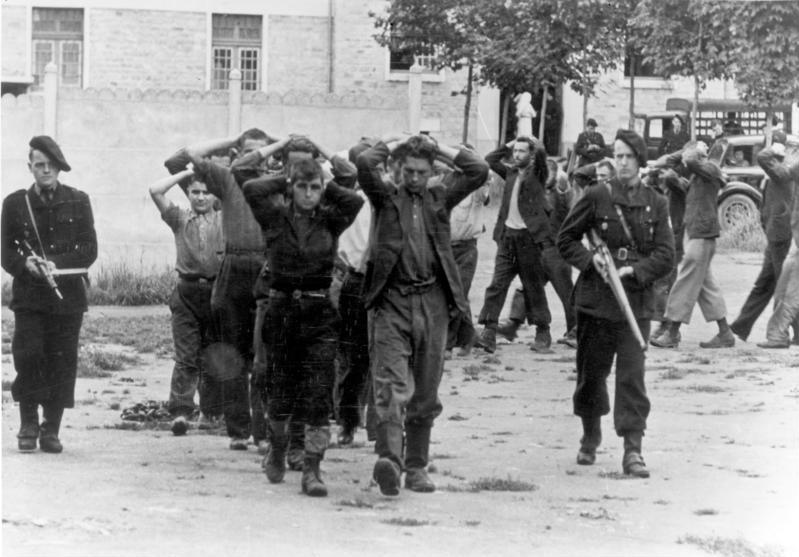
Milicjanci eskortujący schwytanych bojowników FFI, lipiec 1944

Zarówno w strefie północnej, jak i południowej działały podlegające Państwu Francuskiemu Policja Narodowa i Żandarmeria Narodowa. Były one wykorzystywane przez aparat okupacyjny do rozpracowywania ruchu oporu, utrzymania porządku oraz przeciw cywilom, m.in. w wielkiej obławie Vel d’Hiv na francuskich Żydów. Mimo swojej roli w polityce rządu Vichy i władz niemieckich wielu żandarmów i policjantów współpracowało z ruchem oporu lub tworzyło własne siatki antyfaszystowskie.
30 stycznia 1943 premier EF Pierre Laval w porozumieniu z Szefem Państwa Philippe’em Petainem powołał do życie Milicję Francuską, paramilitarną organizację stworzoną na bazie Legionowej Służby Porządkowej, bojówki Legionu Francuskich Kombatantów. Na czele milicji stanął Joseph Darnand, przedwojenny podoficer rezerwy, działacz monarchistyczny, a następnie faszystowski, który 30 grudnia 1943 został mianowany sekretarzem generalnym ds. bezpieczeństwa. Milicja funkcjonowała zarówno w strefie południowej, jak i północnej (słabiej), w szczytowym momencie liczyła 25–35 tys. ludzi. Wewnątrz organizacji znajdowała się tzw. Wolna Straż zajmująca się działaniami policyjnymi. tworzona przez skrajnie prawicowych fanatyków Milicja Francuska wielokrotnie brała udział razem z hitlerowcami w walkach z francuskimi partyzantami oraz w aresztowaniach i egzekucjach bojowników oporu, cywilów i Żydów. Zdecydowana większość milicjantów zginęła wkrótce po wyzwoleniu w czasie tzw. czystki organizowanej przez FFI i francuskich cywili, ok. 1500 walczyło u boku Niemców w 33 Dywizji Grenadierów SS.
W wyniku podpisanego rozejmu armia francuska została ograniczona do liczby 100 tys. żołnierzy. Niedługo później rząd Vichy powołał do życia podlegające Policji Narodowej zmotoryzowane oddziały porządku publicznego – Mobilne Grupy Rezerwowe. Stanowiły one podwalinę pod odtworzenie zredukowanego wojska. Po rozwiązaniu Armii Rozejmowej i rozwoju francuskiej partyzantki GMR były wykorzystywane do akcja przeciwko maquis, główna odpowiedzialność za nie spada jednak na siły hitlerowskie i milicję.

### Włosi
W wyniku rozejmu francusko-włoskiego z 24 czerwca 1940 Królestwo Włoch zajęło obszar przygraniczny o łącznej powierzchni 800 km². Po rozpoczęciu okupacji wolnej strefy Włosi zajęli żądane w 1940 przez Mussoliniego Sabaudię, część dorzecza Rodanu i Korsykę.
Na zaanektowanych przez siebie terenach prowadzono politykę italianizacji (prowadzono nauczania w języku włoskim, mieszkańcom wydano włoskie dokumenty etc.), poza tym pod wieloma względami okupacja włoska była łagodniejsza od niemieckiej, m.in. nie prowadzono prześladowania ludności żydowskiej. Za utrzymanie porządku i zwalczanie ruchu oporu odpowiadały OVRA i Armia Królestwa Włoch.
Włoska strefa okupacyjna została przejęta przez Niemców po 8 września 1943, kiedy nowy premier Marsz. Pietro Badoglio przeszedł na stronę Aliantów.

## Bilans działalności Ruchu Oporu
Ruch oporu objął wszystkie warstwy społeczne oraz stronnictwa polityczne i religijne we Francji, które zjednoczyły się zarówno pod kątem politycznym, jak i militarnym tworząc następnie jedną organizację. W szczytowym momencie swojej działalności (sierpień-wrzesień 1944) FFI liczyły 400–500 tys. bojowników. W ciągu czterech lat walki zginęło ok. 100 tys. bojowników i współpracowników Ruchu Oporu we Francji, liczba aktywnych współpracowników Oporu szacowana jest nawet na milion osób. Około 60 tys. ludzi związanych z Ruchem Oporu trafiło do obozów koncentracyjnych, 27 tys. z nich nie przeżyło. Około 114–137 tys. byłych bojowników Francuskich Sił Wewnętrznych wstąpiło do regularnej Francuskiej Armii Wyzwolenia. Większość z nich walczyła w szeregach 1 Armii Francuskiej na froncie w Niemczech i Austrii, pozostałych skierowano do tzw. Francuskich Sił Zachodnich.
Weterani Ruchu Oporu zaangażowali się po wojnie w odbudowę Republiki, spełniając główne założenia polityczne Krajowej Rady Ruchu Oporu: przywrócono ustrój demokratyczny, nadano kobietom prawa wyborcze, utworzono pomoc społeczną i znacjonalizowane kluczowe sektory gospodarki. Nigdy nie powstał jednak front polityczny jednoczący całe środowisko weteranów Ruchu Oporu. Po zakończeniu wojny wydano 260–300 tys. kart kombatantów-ochotników La Résistance a 261 780 osób odznaczono pamiątkowym Krzyżem Kombatanta-Ochotnika Ruchu Oporu.
W czasie II wojny światowej Francja zajmowała bardzo strategiczną pozycję zarówno dla Koalicji Antyhitlerowskiej, jak i państw Osi. Na zachodnim i północnym brzegu Francji hitlerowcy stworzyli fortyfikację obronną nazwaną Wałem Atlantyckim, Alianci przeprowadzili kilka rajdów na francuskie wybrzeże, m.in. 19 sierpnia 1942 przeprowadzono nieudaną próbę otwarcia drugiego frontu pod Dieppe. Dopiero operacja Neptun w Normandii (6 czerwca 1944) pozwoliła na jego otwarcie (15 sierpnia 1944 przeprowadzono operację Dragoon w Prowansji). Od 1940 do 1944 SOE dostarczyło Ruchowi Oporu ok. 10 tys. ton zaopatrzenia co umiejscowiło Francję na drugim miejscu dostaw po Jugosławii (ok. 76 tys. ton). Dla porównania do Polski dostarczono jedynie 596 ton zaopatrzenia wojennego. Francuskie powstanie narodowowyzwoleńcze zorganizowane przez FFI po otwarciu drugiego frontu gen. Dwight Eisenhower ocenił na równe z pomocą piętnastu dywizji wojsk regularnych.

## UpamiętnienieLa Résistance
W całej Francji znajduje się wiele miejsc pamięci Oporu: pomniki, tablice pamiątkowe, groby i muzea. W każdą rocznicę wydarzeń związanych z II wojną światową organizowane są uroczystości ku pamięci Ruchu Oporu. W marcu 1945 powstało Krajowe Stowarzyszenie Kombatantów Ruchu Oporu zrzeszające weteranów francuskiego podziemia. Jednym z jego przewodniczących był ppłk Henri Rol-Tanguy, w Oporze paryski komendant FTP i FFI oraz dowódca powstania w stolicy Francji. W 1993 powstało Krajowe Stowarzyszenie Przyjaciół Ruchu Oporu pomagające weteranom oraz w działaniach upamiętniających La Résistance. Pamięć zbiorowa o bohaterach Francuskiego Oporu Wewnętrznego i ich ofiarnej walce o wyzwolenie Francji spod hitlerowskiej okupacji pozwoliła na wiele lat odsunąć w niepamięć udział skrajnie prawicowej części społeczeństwa w wojnie po stronie nazistowskich Niemiec. Dzięki swojej późniejszej walce w La Résistance część uprzednich kolaborantów uniknęła kary jak miało to miejsce w przypadku Vel d’Hiv.
Po wojnie wielu partyzantów i konspiratorów wydawało swoje wspomnienia m.in. Jean Marcel Bruller, Henri Rol-Tanguy, Albert Ouzoulias, Pierre de Bénouville, Charles Tillon i Paul Cribeillet. Oprócz nich oraz opracowań historycznych temat Ruchu Oporu został zaadaptowany przez literatów, powstały m.in. takie powieści jak „Gdzieś we Francji” i „Czerwone maquis z Chamonix”. Historia Ruchu Oporu we Francji od początku stała się tematem często wykorzystywanym w kulturze. We francuskiej kinematografii zaraz po wojnie pojawiał się wyłącznie obraz heroicznego poświęcenia Oporu w walce o wolność, dopiero w latach późniejszych wprowadzono do kin obraz faszystowskiej milicji kolaboracyjnej. Najbardziej znanymi dziełami filmowymi są m.in. „Bitwa o szyny” (1945), „Ucieczka skazańca” (1956), „Czy Paryż płonie?” (1966), „Armia cieni” (1969) „Siła odwagi” (2008) i „Bojownicy z czerwonego afisza” (2009). Temat La Résistance zakotwiczył również w kinie zagranicznym oraz w produkcjach telewizyjnych takich jak „Un village français” (2009-2017), „Résistance” (2014) i „Kompania X” (Kanada 2015-17). Niejednokrotnie wykorzystano go również w grach komputerowych (m.in. The Saboteur z 2009, Enemy Front z 2014 i Call of Duty: WWII z 2017), komediach (m.in. serial ’Allo ’Allo! z lat 1982–1992 i film Siódma kompania w świetle księżyca z 1977), a nawet produkcjach animowanych (Szeregowiec Dolot z 2005).
W 2006 wydany został „Słownik Historyczny Ruchu Oporu”, nad którym pracowało ponad stu naukowców zajmujących się historią podziemia we Francji